# Rega
Rega – rzeka w północno-zachodniej Polsce, w województwie zachodniopomorskim, płynąca przez Pojezierze Zachodniopomorskie i Pobrzeże Szczecińskie, o długości według różnych publikacji od 167,8 km do 199 km.
Jest dwudziestą czwartą pod względem długości rzeką w Polsce. Rega jest jedną z największych rzek przymorza i drugą rzeką woj. zachodniopomorskiego pod względem przepływów. Średnioroczny przepływ w 1997 roku w przekroju ujścia Regi wynosił 21,80 m³/s. Wody rzeki zostały ocenione w latach 2006–2007 na III i IV klasy jakości.
Dorzecze Regi według różnych źródeł obejmuje obszar od 2723,3 km² do 2724,9 km² na Pobrzeżach Południowobałtyckich i Pojezierzu Zachodniopomorskim. Źródło rzeki znajduje się w gminie Połczyn-Zdrój, koło osady Imienko. Rega biegnie przez obszar trzech powiatów (świdwińskiego, łobeskiego, gryfickiego) i sześciu miast. Nad rzeką ulokowano osiem małych elektrowni wodnych o łącznej mocy ok. 2,6 MW. Uchodzi do Morza Bałtyckiego w Mrzeżynie. Odcinek ujściowy Regi jest częścią akwatorium portu morskiego Mrzeżyno, z którego korzystają kutry rybackie i małe jachty. 
Ze względu na walory krajobrazowo-przyrodnicze, na Redze organizowane są spływy kajakowe. 
W rzece żyje wiele gatunków ryb, wśród których dominuje pstrąg potokowy, płoć, szczupak. Do dolnej Regi wpływają na tarło takie ryby anadromiczne jak: łosoś i troć wędrowna. Rega stanowi rozległe łowisko dla wędkarzy oraz organizowane są na niej zawody wędkarskie. 

## Przebieg
Według różnych publikacji rzeka ma długość od 167,8 km, przez 172 km do 199 km. Przyczyną różnic jest duża krętość rzeki – Rega na niektórych odcinkach jest rzeką bardzo silnie meandrującą. W zależności od dokładności pomiaru długości koryta lub dna doliny uzyskuje się znacznie różniące się wyniki.

### Źródło rzeki
Według najnowszych publikacji źródło rzeki Regi znajduje się na wysokości 177,5 m n.p.m., ok. 0,3 km na południowy wschód od osady Imienko koło Bronowa, w gminie Połczyn-Zdrój (na Wysoczyźnie Łobeskiej lub Pojezierzu Drawskim). Stąd rzeka płynie na południe w kierunku jeziora Resko Górne i łączy się z dopływem wypływającym z północnego brzegu tego jeziora. Źródło koło Imienka potwierdza Mapa Podziału Hydrograficznego Polski z 2007 roku, wykonana przez Zakład Hydrografii i Morfologii Koryt Rzecznych IMGW, na zamówienie Ministra Środowiska RP.
Dawniej jezioro Resko Górne na Pojezierzu Drawskim uważano za jezioro źródłowe Regi. Wypływa z niego strumień w kierunku północno-zachodnim i łączy się z Regą od północy. Pobliskie obszary podmokłe znajdują się na wysokości około 146 m n.p.m. Jezioro Resko Górne jako źródło rzeki przedstawia także rozporządzenie Ministrów Administracji Publicznej i Ziem Odzyskanych z 1948 roku.
Na niemieckiej mapie urzędowej z 1936 roku oba cieki wodne przedstawiono z nazwą Rega, przy czym ten wypływający z jeziora opisany jest jako Rega (See Graben), a ciek spod Imienka – Rega (Steinbruch Graben).

### Za Reskiem Górnym

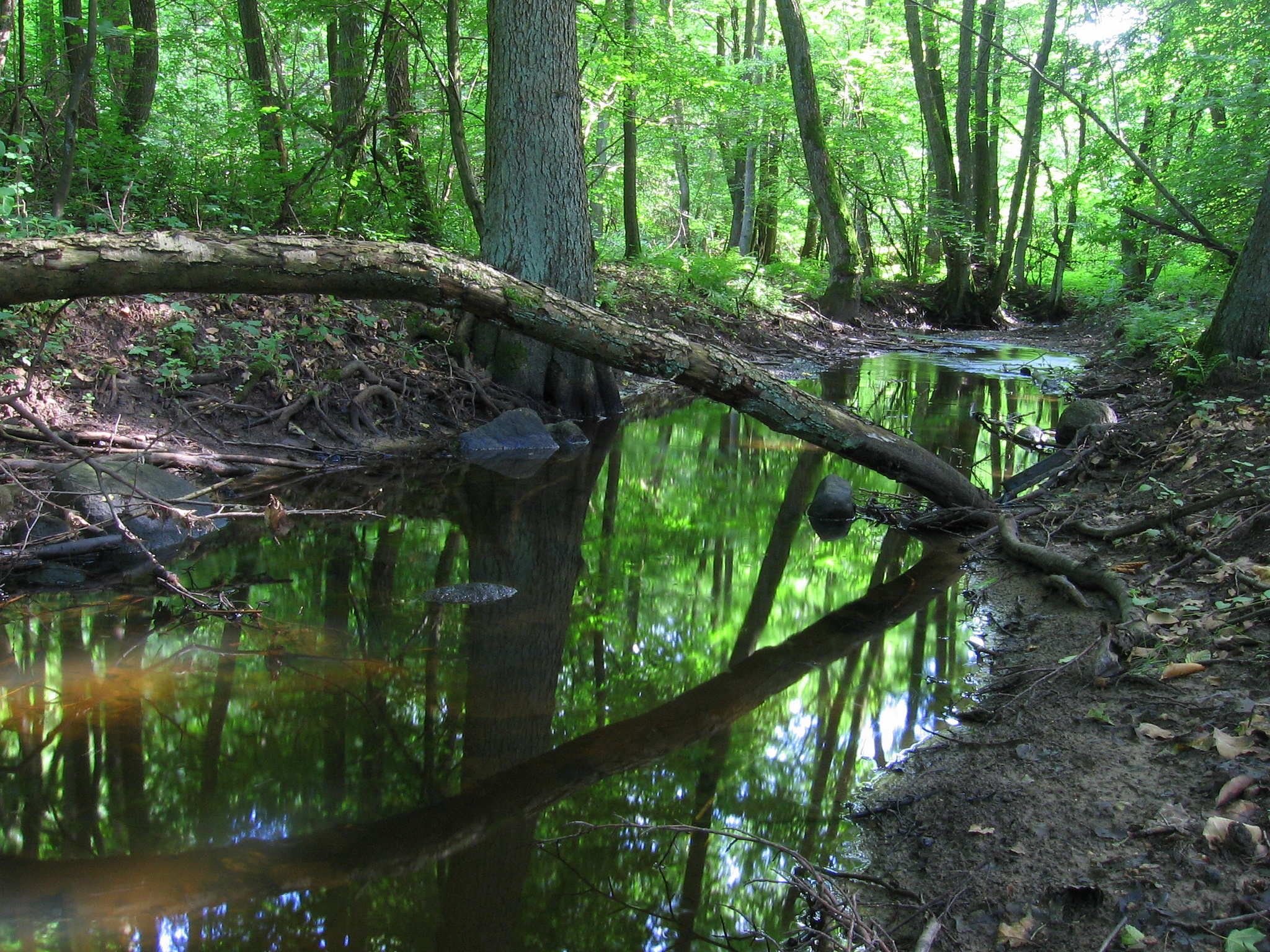
Rega k. Rycerzewka

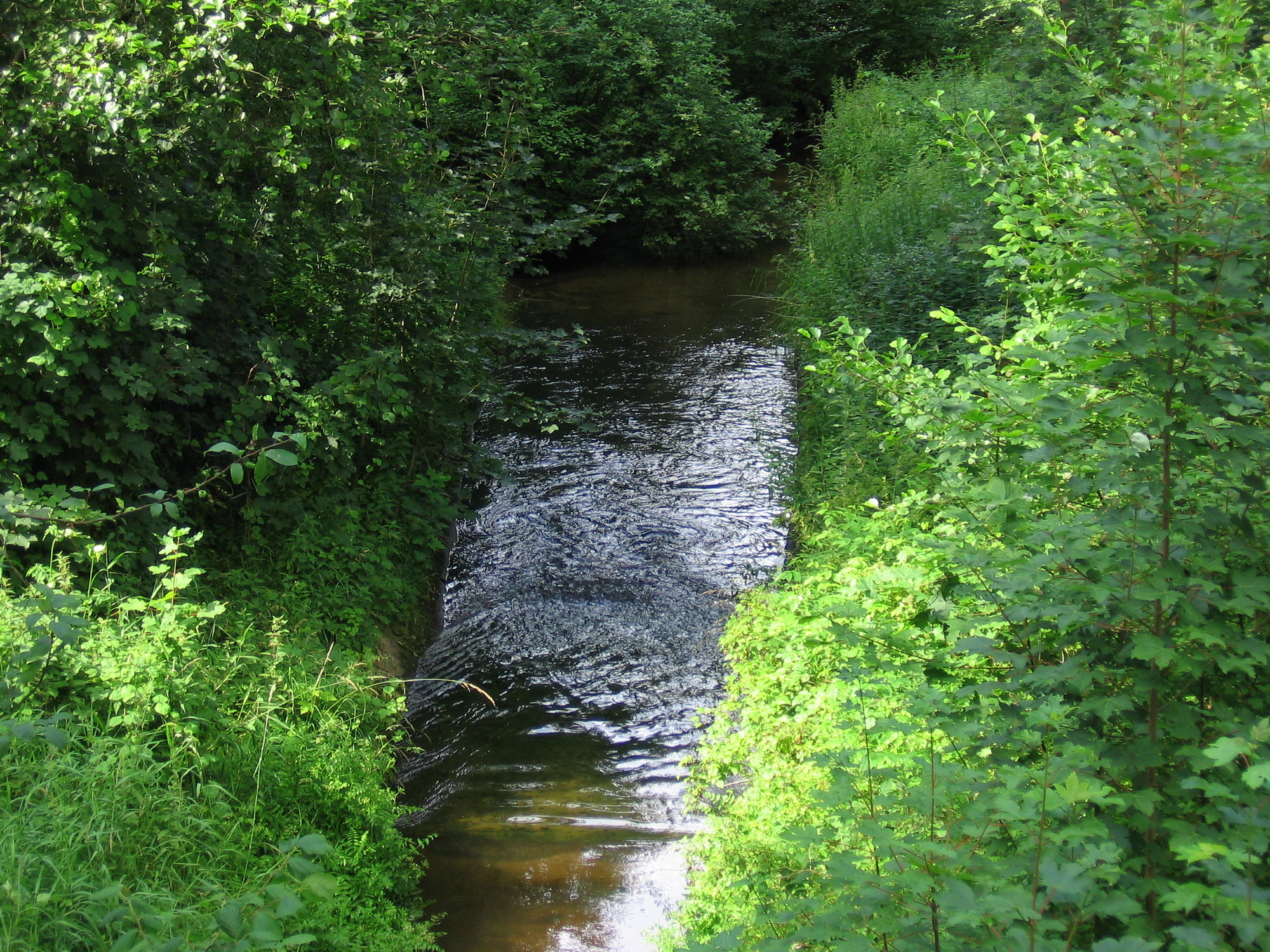
Rega z mostu drogi Bierzwnica – Kluczkowo (149,8 km)

Dalej rzeka biegnie na południowy zachód, a po połączeniu ze strumieniem wypływającym z Jeziora Klęckiego skręca na północ i wykorzystuje wąską rynnę o przebiegu południkowym. Na obszarze między wsiami Przyrzecze i Bierzwnica łączy się od prawego brzegu ze strugą Włosień. Za mostem drogi z Bierzwnicy do Kluczkowa /149,8 km od ujścia rzeki/ odbiera od prawego brzegu wody dopływu z Czarnolesia. Płynąc dalej na północ, za mostem linii kolejowej nr 421 /147,9 km/ od lewego brzegu do Regi wpada dopływ z Kluczkowa. Po minięciu mostu drogi wojewódzkiej nr 152 /145,8 km/, za wsią Sława rzeka skręca w kierunku północno-zachodnim i odbiera wody dopływu z Dąbrowy Białogardzkiej. Za mostem drogi Rogalino – Niemierzyno /140,6 km/ odbija na północ, by znowu za mostem linii kolejowej nr 202 skręcić całkiem na zachód. Następnie do Regi od prawego brzegu wpada dopływ spod Nielepu, a rzeka zaczyna płynąć w kierunku południowo-zachodnim. We wsi Bystrzynka na Redze utworzono dwa progi wodne, a na nich stawy rybne /136,7 km/. Dalej za mostem drogi powiatowej w Bystrzance do Regi od prawego brzegu uchodzą połączone dopływy z jezior Bystrzyno Małe i Bystrzyno Wielkie. Następnie za mostem drogi wojewódzkiej nr 162 /134,4 km/ rzeka płynie w kierunku południowym długimi odcinkami łąkowymi.

### Od Świdwina

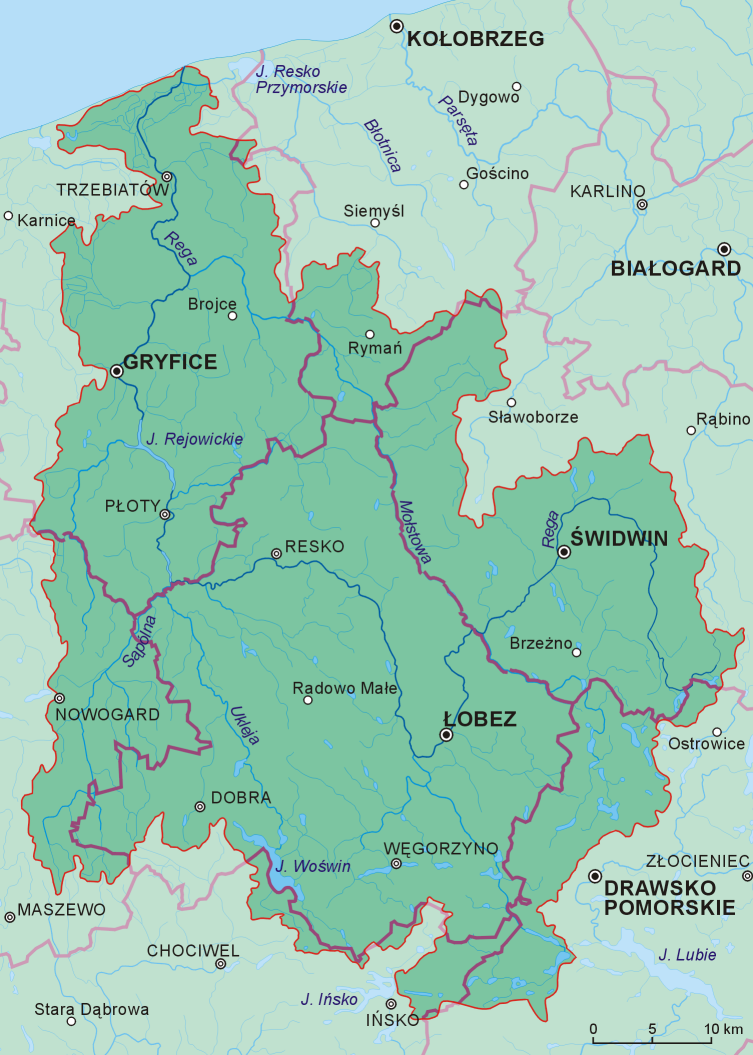
Dorzecze Regi w granicach powiatów

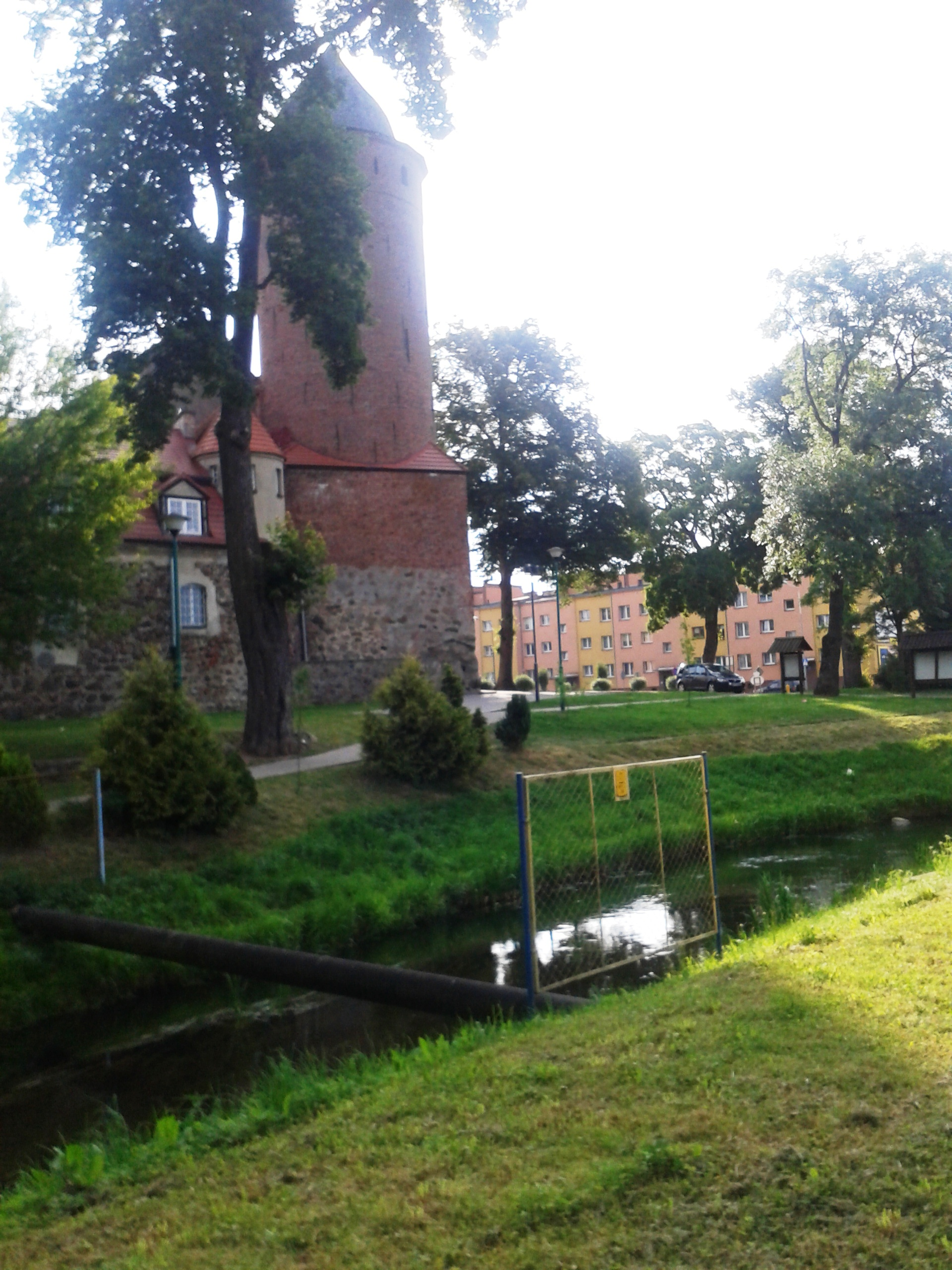
Rega w Świdwinie obok zamku

Rega wpływa do miasta Świdwin, gdzie najpierw przechodzi pod mostem linii kolejowej nr 202 /131,2 km/, a potem przy świdwińskim zamku mija próg wodny pod mostem ul. Niedziałkowskiego (drogi wojewódzkiej nr 152) /130,9 km/ i następny most ul. Stefana Żeromskiego. Później Rega, płynąc na południe, odbiera od lewego brzegu wody dopływu w Świdwinie. Za nim zaczyna biec w kierunku południowo-zachodnim i odbiera od lewego brzegu wody dopływu z jeziora Wilczkowo poprzez pobliskie stawy. Dalej rzeka przepływa pod mostem ul. Łąkowej i mija niski jaz nieczynnego młyna /130,2 km/. Kontynuując bieg na południowy zachód, odbiera od prawego brzegu dopływ z Klępczewa. Następnie Rega tworzy duże zakole koło wsi Gola Dolna, gdzie znajduje się wodowskaz "Golniewo Dolne" /127,3 km/ oraz wysoka kładka. Rzeka dalej meandruje w kierunku południowo-zachodnim, mija most drogi wojewódzkiej nr 151 w pobliżu wsi Półchleb. Przed niewielkim zakolem płynie przy zalesionych wzniesieniach morenowych „Gołogóry” (od lewego brzegu) i pod mostem drogi lokalnej /124,1 km/. Odbiera od lewego brzegu dopływ z jeziora Słonowice i mija most drogi lokalnej z wsi Lipce /122,3 km/. Następnie na styku granic trzech gmin (wiejskiej Świdwin, gminy Brzeżno, gminy Łobez) łączy się ze Starą Regą od lewego brzegu /121,0 km/ i odbija na północny zachód, gdzie do rzeki uchodzi struga Klępnica /120,0 km/. Rega w tym miejscu odbija na południowy zachód i meandruje wąskim korycie. Po minięciu wsi Worowo i dwuprzęsłowego wiaduktu kolejowego linii kolejowej nr 202 /116,7 km/, odbija na południowy wschód, mijając kolejny most nieczynnej linii kolejowej nr 420 /115,0 km/. Zaraz za nim znajduje się jaz małej elektrowni wodnej „Prusino” /114,6 km/ oraz dalej most drogi lokalnej Prusinowo–Worowo /114,3 km/.

### Od Łobza

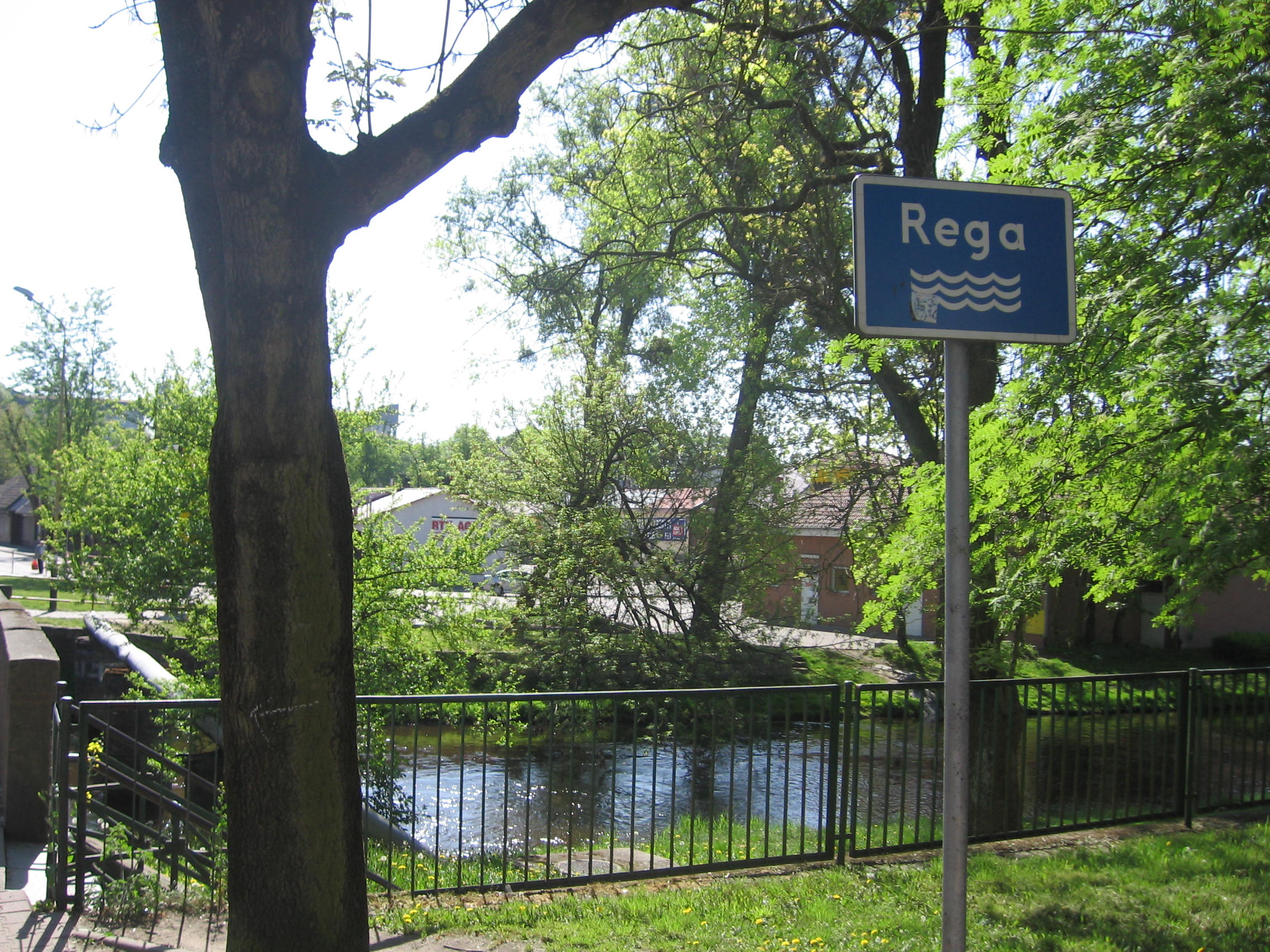
Rega w Łobzie

Następnie Rega płynie w kierunku południowo-wschodnim do kolonii Polakowo, przy której znajduje się most drogi lokalnej z wsi Grabowo /111,1 km/. Za nim rzeka odbija i płynie na południowy zachód do miasta Łobez, w którym biegnie przy osadnikach i oczyszczalni ścieków. Odbiera wody strugi Łoźnicy, za ujściem której znajduje się jaz małej elektrowni wodnej „Łobez” /107,1 km/. Dalej Rega przepływa pod mostem na ul. Pocztowej (drogi wojewódzkiej nr 151 i nr 148), przy którym znajduje się wodowskaz „Łobez” /106,9 km/. W Łobzie rzeka mija jeszcze most na ul. A. Segala /106,4 km/, za nim mostek dla pieszych, stały jaz betonowy, a także most ul. Ludwika Waryńskiego (droga wojewódzka nr 151) /105,7 km/. Dalej, tuż pod linią kolejową nr 202, Rega odbija na zachód i mija po lewej stronie grodzisko „Świętoborzec”. Za nim ma połączenie z jeziorem Dybrzno. Następnie odbija na północ, tam wpada do niej rzeka Reska Węgorza /102,7 km/, od której ujścia Rega silnie meandruje wśród niezamieszkiwanych terenów leśnych. Płynie cały czas na północ, mijając most drogi powiatowej Dobieszewo – Łobez /102,1 km/. Przy jednym większym zakolu /98,3 km/ do Regi uchodzi dopływ z Zachełmia płynący z jeziora Helka i tuż za nim struga Meszna płynąca z Jeziora Strzemielskiego. Potem płynąc stale na północ rzeka przepływa pod mostem drogi wojewódzkiej nr 147 /98,3 km/ i most drogi lokalnej łączącej wsie Karwowo i Przyborze. Dalej Rega płynie przez Karwowskie Łąki odbierając od lewego brzegu dopływ z pobliskiego śródleśnego jeziora Karwowo i mijając Górę Dębową (97,6 m n.p.m.) po prawej stronie. Rzeka, nadal meandrując w zalesionej dolinie, mija most drogi leśnej Bełczna–Karwowo /91,3 km/. Przy granicy gminy Łobez odbiera od prawego brzegu dopływ z Przemysława i od tego miejsca zaczyna biec w kierunku północno-zachodnim. Potem przepływa pod mostem drogi lokalnej Łagiewniki–Starogard Łobeski /84,0 km/, dalej wpada do niej od prawego brzegu struga Jasienica. Później, silnie meandrując, odbiera od prawego brzegu kolejny dopływ z Gardzina i jeszcze dalej od lewego brzegu dopływ z Lubienia Dolnego.

### Od Reska

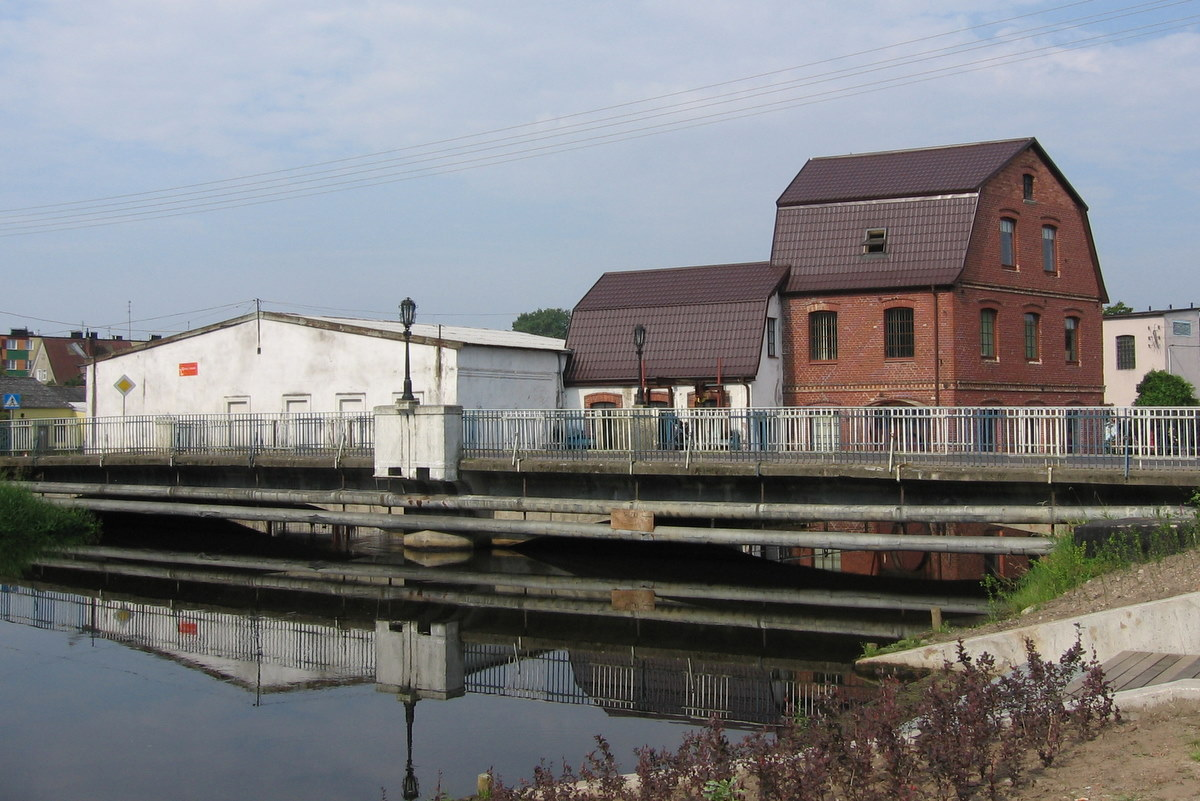
Most zawieszony nad Regą w Resku (75,0 km)

Następnie rzeka tworzy liczne małe zakola, przepływa pod mostem linii kolei wąskotorowej /77,7 km/ i płynie na zachód w kierunku miasta Resko, przy którym tworzy dość duże zakole. Na obszarze miasta mija most bocznicy kolejowej /75,7 km/, kładkę w parku miejskim /75,0 km/. W centrum miasta dawniej zbudowano jaz wodny młyna, który jest teraz wykorzystywany przez małą elektrownię wodną. Przed jazem zawieszono nisko most ul. Jedności Narodowej /75,0 km/. Dalej w Resku nad Regą przechodzi metalowa kładka, przy której znajduje się wodowskaz „Resko”. Wypływając z miasta, przepływa przy wsi Świekotki, gdzie nad rzeką przechodzi most drogi lokalnej /72,7 km/, za którym Rega płynie w kierunku południowo-zachodnim. Przed osadą Żerzyno rzeka tworzy kilkusetmetrowe wyraźne zakola, pomiędzy którymi znajduje się mała elektrownia wodna „Żerzyno” /67,8 km/. Odcinek za nią znajduje się ujście strugi Piaskowej /67,2 km/. Potem Rega płynie na zachód, odbierając przy prawym brzegu wody strugi Czernicy. W pobliżu wsi Taczały zwiększa się powierzchnia lustra wody i rozpoczyna Jezioro Lisowskie /65,2 km/, będące sztucznym zbiornikiem zaporowym utworzonym na Redze. Po lewej stronie biegu rzeki znajduje się szeroka zatoka z cofką zbiornika, która jest ujściem rzeki Uklei /63,8 km/. Rega odbija jednak na północ, zachowując szerokie koryto jeziora zaporowego. We wsi Lisowo znajduje się zapora ziemna o wysokości 5,6 m, przy której ulokowano małą elektrownię wodną „Likowo” /60,8 km/.

### Od Płotów

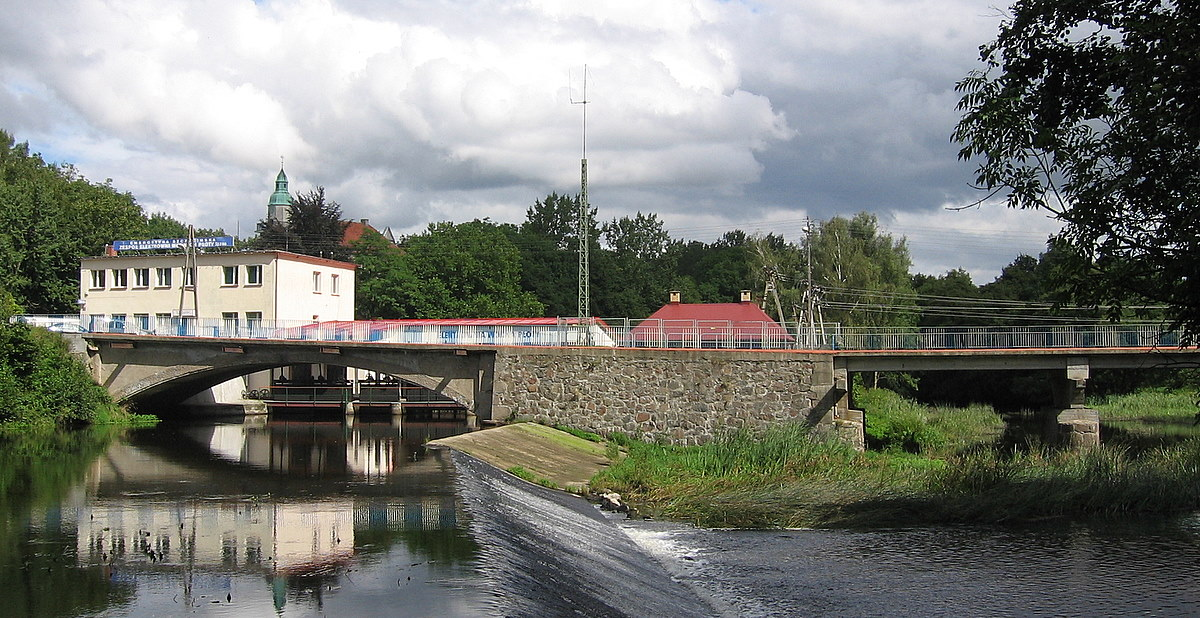
Most drogi nr 152 w Płotach (57,0 km)

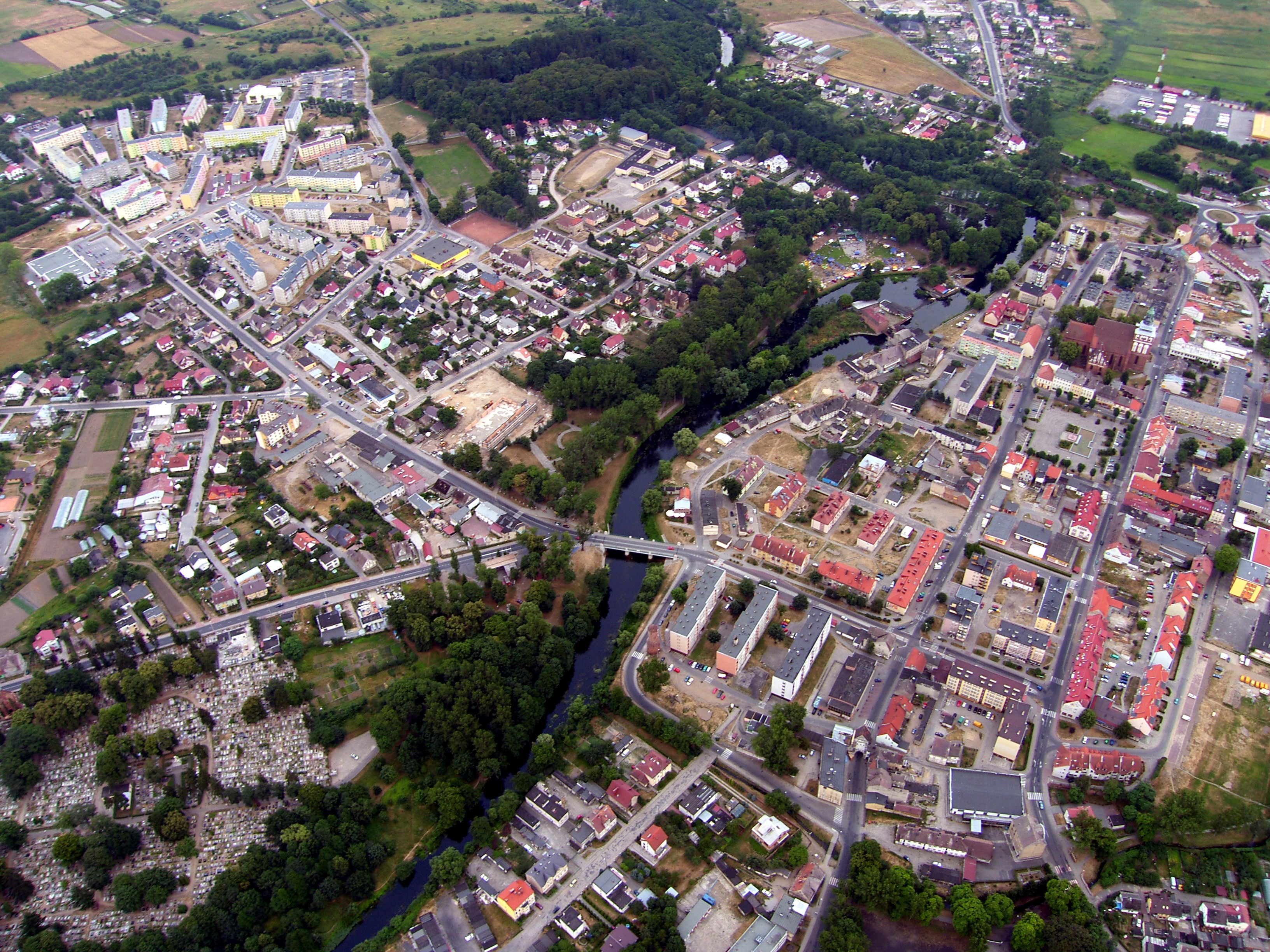
Rega w Gryficach

Za elektrownią Rega dalej meandruje na północ do miasta Płoty, w którym przepływa pod mostem drogi wojewódzkiej nr 152. Pod nim znajduje się jaz małej elektrowni wodnej „Płoty”. Stara część miasta leży w zakolu Regi, do którego od prawego brzegu uchodzi dopływ spod Komorowa. Dalej w Płotach rzeka przepływa pod mostem drogi krajowej nr 6 /55,8 km/, a za nim uchodzi do Regi od lewego brzegu struga Potulina. Odbija na północ i płynie pod mostem nieczynnej linii kolejowej nr 420 /55,4 km/. Za miastem do Regi od prawego brzegu uchodzi rzeka Rekowa /54,0 km/. Za jej ujściem poszerza się lustro powierzchni wody i rozpoczyna się Jezioro Rejowickie /53,0 km/, będące drugim sztucznym zbiornikiem zaporowym. Wydłużony zbiornik zawija lekko łukiem, a w jego środkowej części przy zachodnim (lewym) brzegu jest poszerzone ujście rzeki Gardominki /47,6 km/. Przy wsi Smolęcin znajduje się zapora ziemna o wysokości 6,5 m, należąca do małej elektrowni wodnej „Rejowice” /45,6 km/.

### Od Gryfic
Za zaporą Rega płynie w kierunku północno-zachodnim w kierunku miasta Gryfice, gdzie prąd rzeki zwalnia, a koryto poszerza się. W Gryficach do Regi od lewego brzegu uchodzi dopływ spod Starkowa. Jeszcze przed centrum miasta rzeka zmienia kierunek na północny. Przechodzi przez mostek ul. Strzeleckiej, park miejski oraz znajdujący się w nim jaz młyński /39,7 km/. Dalej nad Regą przechodzi most ul. Nadrzecznej (droga wojewódzka nr 105) /39,3 km/, a za nim przy lewym brzegu znajduje się zabytkowa baszta Prochowa. Na północnych przedmieściach Gryfic rzeka zaczyna biegnąć na północny wschód, mijając po lewej osadniki dawnej cukrowni oraz most nieczynnej kolei wąskotorowej /38,3 km/. Dalej przy prawym brzegu, w pobliżu osady Kowalewo, znajduje się ujście strugi Lubieszowej /35,5 km/. Rega płynie później na północny wschód i w pobliżu wsi Górzyca przy lewym brzegu odbiera wody Otoczki. Przy wsi Borzęcin nad Regą znajduje się most drogi lokalnej. Następnie przy lewym brzegu do Regi uchodzi struga Lubosiel, a rzeka zaczyna biec w kierunku północnym. Odcinek dalej od prawym brzegu uchodzi do niej rzeka Mołstowa /27,0 km/. Rega płynie w kierunku północno-zachodnim pod mostem linii kolejowej nr 402 /26,0 km/. We wsi Kłodkowo /27,9 km/ rzeka zakręca na północny wschód, by znowu za Gąbinem płynąć na północ.

### Od Trzebiatowa

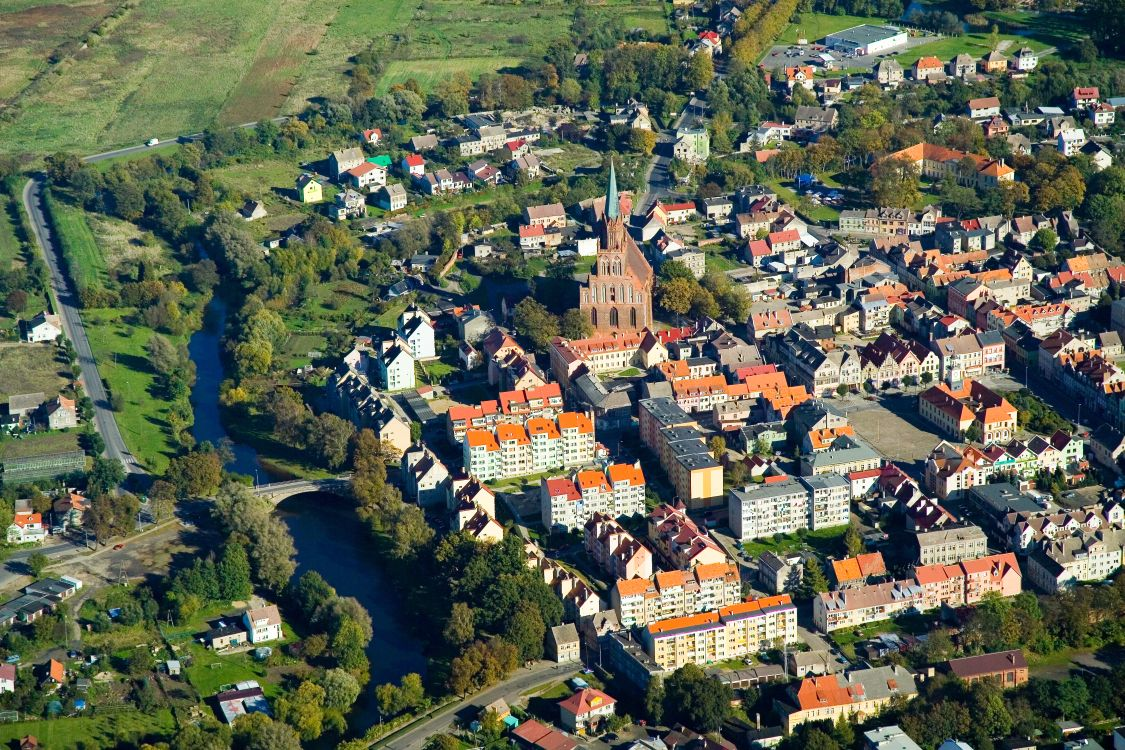
Rega okalająca Stare Miasto Trzebiatowa

Na przedmieściach Trzebiatowa koryto rzeki ulega rozwidleniu. Przy wschodnim ramieniu (Rega) ulokowano jaz energetyczny małej elektrowni wodnej „Trzebiatów II”. Główne koryto Regi odchodzi na wschód, zaś zachodnie koryto Młynówki płynie na północ przez centrum Trzebiatowa /15,6 km/. Za rozwidleniem ponad Regą przechodzi most dawnej linii kolejowej nr 407, a rzeka zaczyna biec na północ przez Trzebiatów. Przepływa pod mostem Dworcowym, a następnie biegnie na północny zachód, by przejść pod mostem ul. Mostowej (droga wojewódzka nr 102 i nr 109). Za Starym Miastem rzeka mocno zakręca na południowy zachód, by połączyć się z Młynówką i płynąć pod murami miejskimi. Później przepływa pod mostem kamiennym ul. Głębokiej /13,0 km/, gdzie znajduje się wodowskaz „Trzebiatów”. Dalej odbija na północ przy Białobokach, gdzie do Regi od prawego brzegu uchodzi struga Sarnia /12,1 km/. Za mostem nieczynnej linii kolejki wąskotorowej w Nowielicach /11,2 km/ rzeka zaczyna płynąć na północny zachód. Przy jednym z małych zakoli znajduje się ujście strugi Starej Regi, na którym zbudowano jaz ze stacją pomp „Włodarka” /7,9 km/. Rega potem płynie na północny wschód, silnie meandrując między wałami przeciwpowodziowymi przez zmeliorowane łąki. Płynąc równolegle do brzegu Morza Bałtyckiego, jest połączona przy lewym brzegu z Kanałem Mrzeżyno II i Kanałem Mrzeżyno III.

### Ujście rzeki

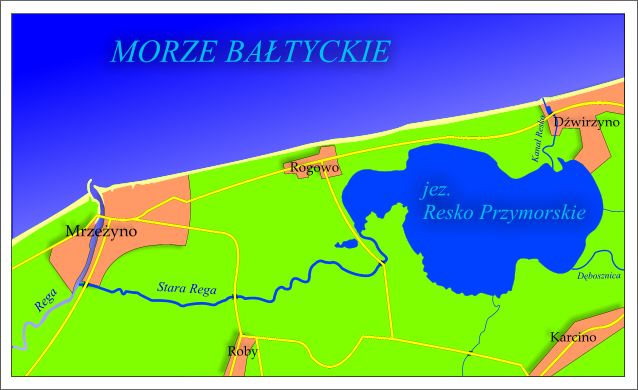
Mapa z naniesionym odcinkiem ujściowym Regi

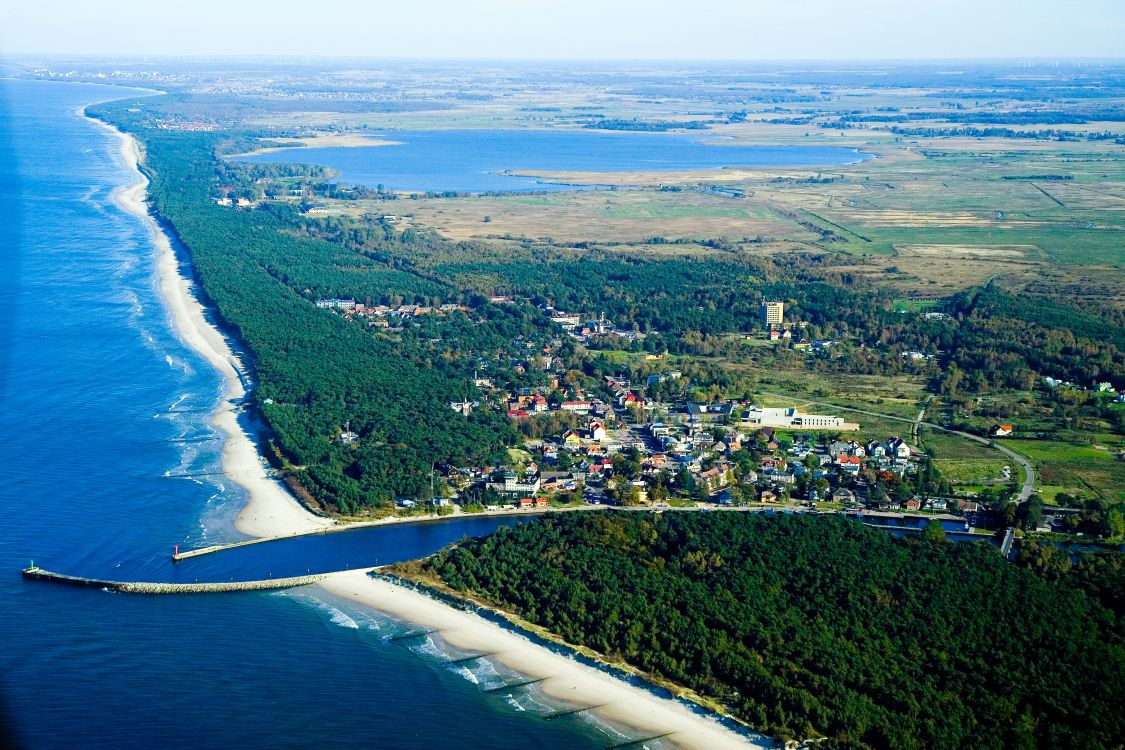
Ujście Regi do Bałtyku (0,0 km)

Na początku Mrzeżyna /1,4 km/ przy wschodnim brzegu znajduje się zadrzewiona wyspa, którą obiega zarośnięty kanał. Jest on połączony ze zbiornikiem wodnym stacji pomp „Mrzeżyno II”. Od tego miejsca ma początek stare koryto Stara Rega, przez które rzeka Rega do XV wieku uchodziła do jeziora Resko Przymorskie. Woda ze starego koryta, a także wody uchodzącej do niego strugi Zgniłej Regi są przepompowywane do rzeki. Rega płynie dalej powoli na północ, przebijając się przez pas zalesionych wydm nadmorskich. Mija most drogowy /0,5 km/, las po lewej stronie, a zabudowania portu Mrzeżyno po prawej. Rega tworzy szerokie akwatorium portu, którego brzegi zostały wzmocnione betonowymi nabrzeżami. Ujście rzeki do morza zostało obudowane dwoma falochronami wychodzącymi w morze, z których zachodni tworzy łuk zakrzywiony w kierunku wschodnim. Rega uchodzi do Morza Bałtyckiego między falochronami portowymi, a w czasie sztormów przyjmuje wody cofki morskiej.

## Dolina Regi
Podobnie jak inne duże rzeki północnych wzniesień Pomorza, Rega bierze początek w strefie morenowej tzw. wybrzuszenia pojezierza. W swej południowej części wykorzystuje przebieg wąskiej rynny polodowcowej, a w części północnej szeroką dolinę wód roztopowych. Od Trzebiatowa płynie doliną marginalną w poziomie terasy zalewowej (0,5–0,8 m n.p.m.), tworząc wąską strefę korytową i szeroką strefę powodziową.
Krajobraz i charakter poszczególnych odcinków rzeki jest odmienny. Dolny bieg Regi został silnie przekształcony przez działania melioracyjne, przede wszystkim zabudowania hydrotechniczne. Cechy rzeki o naturalnym przebiegu są widoczne powyżej miasta Resko. Środkowy odcinek doliny rzecznej przecina tereny morenowe o zróżnicowanej rzeźbie terenu. Typowo górski charakter posiadają górny odcinek koryta Regi oraz jej dopływy. Mimo zabudowy hydrotechnicznej przegradzającej rzekę, na przeważającej długości koryto rzeczne ma naturalny charakter, podobnie jak cały krajobraz znacznej części doliny.
| Odcinek                                  | Odległość [km] | Śr. spadek |
| ---------------------------------------- | -------------- | ---------- |
| Sława → ujście Reskiej Węgorzy           | 145,8–102,7    | 0,97‰      |
| Ujście Reskiej Węgorzy → Lisowo (zapora) | 102,7–60,8     | 0,60‰      |
| Lisowo → Smolęcin (zapora)               | 60,8–45,6      | 0,15‰      |
| Smolęcin → ujście Mołstowy               | 45,6–27,0      | 0,44‰      |
| Ujście Mołstowy → ujście do Bałtyku      | 27,0–0,0       | 0,57‰      |

Średni spadek doliny wynosi w górnym biegu 4‰, a w dolnym 0,3‰. Maksymalna rozpiętość wahań stanów wody w dolnym biegu rzeki wynosi 3,5 m.
W wąskiej i zalesionej dolinie znajdującej się na pograniczu gmin Brzeźno i Świdwin na północ od Jeziora Klęckiego oraz później w samej gminie Świdwin, Rega osiąga największy średni spadek – około 2,2‰.
Głębokość rzeki waha się od 1 do 2 m, szerokość od 6 do 30 m. Dno koryta jest piaszczyste, pokryte cienką warstwą mułu.
Szerokość koryta górnego biegu Regi wynosi od 5 do 8 m, a doliny rzecznej do 0,5 km. Początkowy odcinek Regi odznacza się powolnym biegiem rzeki, nad brzegami rosną kępy drzew oraz lasy sosnowe i świerkowe. Dalej po kilkunastu kilometrach słabo ukształtowana dolina Regi staje się wyraźniejsza, a od ujścia Starej Regi ma wysokie krawędzie. Wzrasta też prędkość nurtu, a szerokość koryta zwiększa się do 15 m. Dolina rzeki ulega poszerzeniu do 0,5 km. Na Redze wybudowano dwie zapory ziemne w celu utworzenia dwóch jezior zaporowych, a mianowicie Jeziora Lisowskiego i Jeziora Rejowickiego. Przy granicach Trzebiatowa koryto rzeki ulega rozwidleniu na wschodnią Regę i zachodnią Młynówkę. Poniżej Trzebiatowa rzeka meandruje pośród łąk. Przed ujściem na początku Mrzeżyna znajduje się małe rozlewisko, od którego odchodzi stare koryto Stara Rega. W 1457 roku ujście rzeki przekopano przez zalesione i umocnione wydmy nadmorskie. Skrócono wtedy koryto rzeki, które wcześniej biegło równolegle do brzegu morza do jeziora Resko Przymorskie.

## Dorzecze

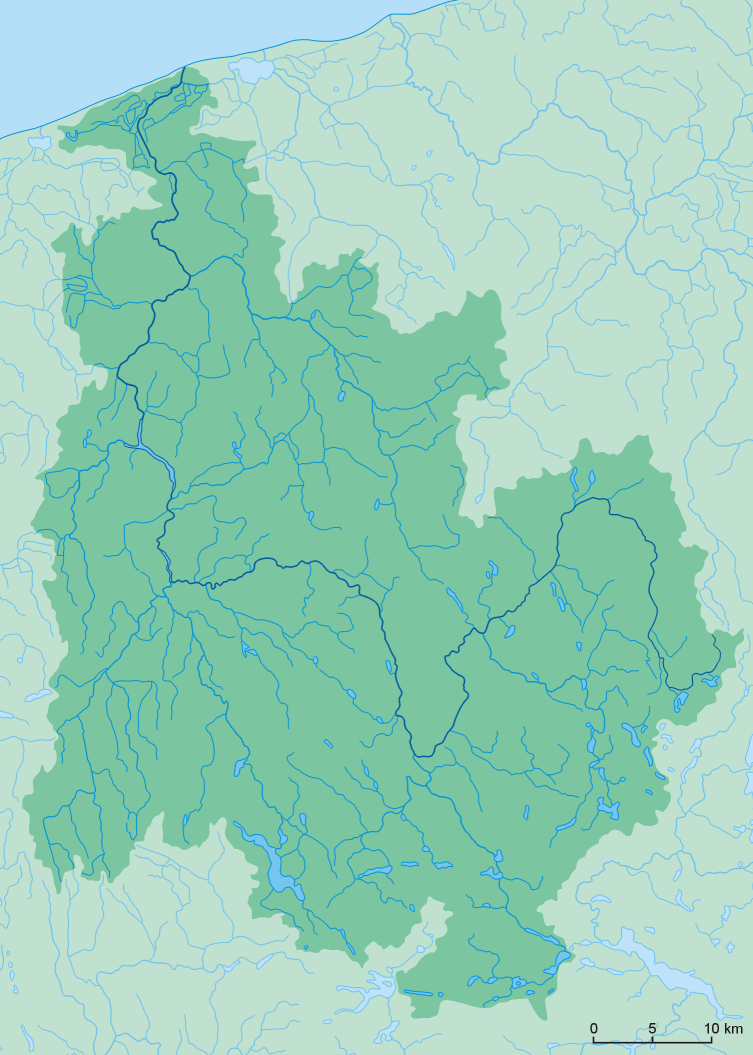
Sieć hydrograficzna dorzecza Regi

Dorzecze Regi według różnych źródeł obejmuje obszar od 2723,3 km² do 2724,9 km² na Pobrzeżach Południowobałtyckich i Pojezierzu Zachodniopomorskim. 
Według Instytutu Meteorologii i Gospodarki Wodnej, który dokonał podziału Polski na jednostki hydrograficzne najwyższego rzędu, zlewnia Regi należy do dorzeczy rzek przymorza Bałtyku. 
Dorzecze Regi w całości znajduje się w woj. zachodniopomorskim, obejmując takie jednostki jak powiat gryficki, powiat łobeski, powiat świdwiński oraz części powiatu drawskiego, powiatu goleniowskiego, powiatu kołobrzeskiego i powiatu stargardzkiego.
Gospodarzem wszystkich wód w zlewni Regi jest Regionalny Zarząd Gospodarki Wodnej w Szczecinie, który administruje regionem wodnym Dolnej Odry i Przymorza Zachodniego.
Dział wód tego obszaru uformował się w wyniku kilku zlodowaceń plejstoceńskich. Teren dorzecza został ukształtowany w krótkim okresie, poprzez cofanie się lądolodu skandynawskiego 20–15 tys. lat temu.
Najdłuższym dopływem Regi jest rzeka Mołstowa, a dopływem o największej zlewni jest rzeka Ukleja (371,5 km²). W zlewni Regi znajduje się 136 jezior o powierzchni powyżej 2,0 ha. Największym jeziorem w zlewni jest Woświn na Pojezierzu Ińskim.
W danych wieloletnich (do 1997) średnioważony opad atmosferyczny dla całej zlewni wynosi 620,5 do 669,0 mm.

## Jakość wód

### Stan sanitarny
| Odl. od ujścia | Lokalizacja      | Ocena     | Rok  |
| -------------- | ---------------- | --------- | ---- |
| 124,0 km       | poniżej Świdwina | IV klasa  | 2006 |
| 76,6 km        | poniżej Reska    | III klasa | 2006 |
| 36,9 km        | poniżej Gryfic   | III klasa | 2006 |
| 12,9 km        | Trzebiatów       | IV klasa  | 2007 |
| 0,6 km         | Mrzeżyno         | III klasa | 2006 |

Na jakość wody w Redze główny wpływ mają zanieczyszczenia dopływające z położonych wzdłuż biegu rzeki większych miast, to znaczy w górnym biegu Świdwin, a następnie Łobez, Resko, Płoty, Gryfice, Trzebiatów. Na czystość wód rzeki istotny wpływ mają również spływy powierzchniowe z terenów rolniczych.
W 2006 roku przeprowadzono ocenę jakości wód w punktach pomiarowo-kontrolnych monitoringu rzeki Regi. Na 124,0 km od ujścia Regi, poniżej miasta Świdwin (w miejscowości Półchleb) oceniono wody na IV klasę jakości. W czterech kolejnych punktach pomiarowych, mianowicie na 76,6 km poniżej miasta Resko przy wodowskazie Resko, na 36,9 km poniżej cukrowni „Gryfice” powyżej Lubieszowej, w Trzebiatowie na 12,9 km oraz w Mrzeżynie 0,6 km od ujścia oceniono wody na III klasę jakości. W 2007 roku przeprowadzono ponownie oceny w Trzebiatowie (12,9 km), gdzie oceniono wody Regi na IV klasę jakości.

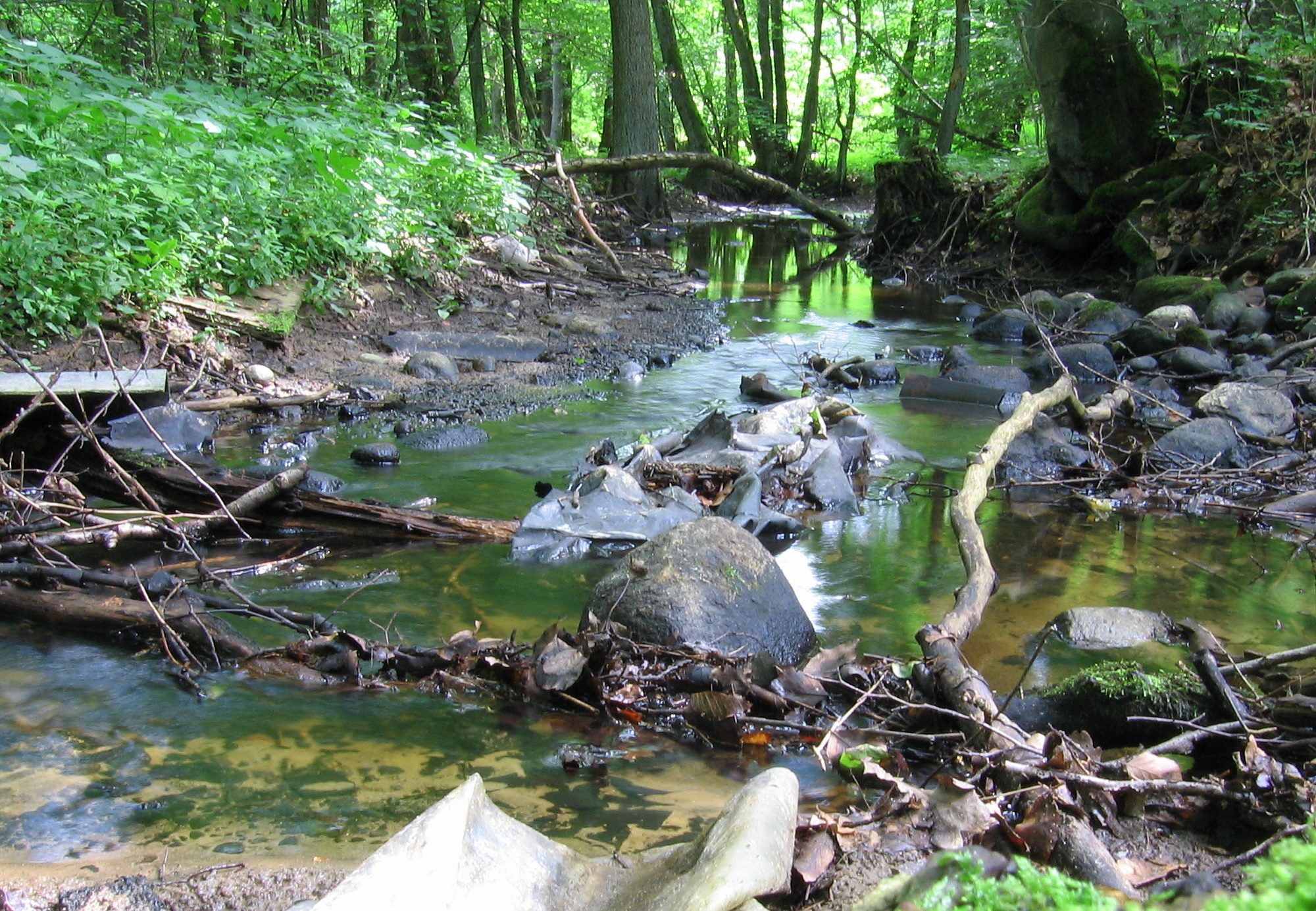
Śmieci w Redze koło Rycerzewka

Według danych Inspekcji Ochrony Środowiska w ciągu 2012 roku poprzez Regę do Morza Bałtyckiego trafiło 22,7 tony cynku, 1,6 tony miedzi, 0,6 tony ołowiu, 0,8 tony chromu oraz 0,6 tony niklu.
Podczas badań zawartości metali ciężkich w osadach Regi na 0,5 km od ujścia w Mrzeżynie wykonane w 2006 roku, stwierdzono anomalne wysokie zawartości rtęci o wartości 2,61 mg/kg, przekraczające wartość progową rtęci wyznaczoną przez Ministra Środowiska, co oznacza że urobek z pogłębiania rzeki jest zanieczyszczony. Zgodnie z przepisami prawnymi powoduje to ograniczenia w przemieszczaniu i ponownym lokowaniu osadów w środowisku oraz wykorzystaniu w rolnictwie.

### Stan wód według wymogów Ramowej Dyrektywy Wodnej
W 2008 roku Minister Środowiska wydał rozporządzenie ws. sposobu klasyfikacji stanu jednolitych części wód powierzchniowych, które dokonuje w zakresie swojej regulacji wdrożenia ramowej dyrektywy wodnej. Rozporządzenie wymaga dokonania oceny stanu ekologicznego, elementów fizykochemicznych, stanu chemicznego i stanu jakości wód.
Stan ekologiczny wód powierzchniowych oceniano na podstawie wyników badań elementów biologicznych, fizykochemicznych i substancji szczególnie szkodliwych. Przy ocenie stanu ekologicznego w 2008 roku nie została uwzględniona hydromorfologia z powodu braku opracowanych metodyk. 
Ocena elementów fizykochemicznych (wspierających elementy biologiczne) wynikała ze wskaźników charakteryzujących stan fizyczny, warunki tlenowe i zanieczyszczenia organiczne, zakwaszenie i warunki biogenne. Stan elementu biologicznego wynikał z takich parametrów jak chlorofil „a”, fitobentos oraz makrofity. Ocena końcowa stanu wód (stan dobry lub zły) wynikała najpierw z oceny stanu ekologicznego, a gdy stan ekologiczny jest dobry lub bardzo dobry wówczas rozpatrywano także wyniki oceny stanu chemicznego wód.
| Odległość od ujścia | Punkt                                 | Ocena elementów fizykochemicznych | Ocena substancji szczególnie szkodliwych | Ocena elementów biologicznych | Ocena stanu/potencjału ekologicznego | Ocena stanu chemicznego | Ocena stanu w punkcie |
| ------------------- | ------------------------------------- | --------------------------------- | ---------------------------------------- | ----------------------------- | ------------------------------------ | ----------------------- | --------------------- |
| 134,2 km            | powyżej Świdwina (m. Bystrzynka)      | poniżej dobrego                   | b.d.                                     | I klasa                       | umiarkowany                          | b.d.                    | zły                   |
| 65,8 km             | poniżej Reska (m. Sienno)             | poniżej dobrego                   | dobry                                    | I klasa                       | umiarkowany                          | b.d.                    | zły                   |
| 54,4 km             | poniżej m. Płoty                      | II klasa                          | dobry                                    | II klasa                      | dobry                                | b.d.                    | dobry                 |
| 28,6 km             | powyżej ujścia Mołstowy (m. Borzęcin) | poniżej dobrego                   | b.d.                                     | II klasa                      | umiarkowany                          | b.d.                    | zły                   |
| 12,9 km             | Trzebiatów                            | poniżej dobrego                   | dobry                                    | II klasa                      | umiarkowany                          | dobry                   | zły                   |
| 0,5 km              | ujście do morza (m. Mrzeżyno)         | poniżej dobrego                   | dobry                                    | I klasa                       | umiarkowany                          | b.d.                    | zły                   |

### Monitoring jakości biologicznej
| Odl. od ujścia | Punkt pomiarowy                 | Makrozoobentos | Ichtiofauna  |
| -------------- | ------------------------------- | -------------- | ------------ |
| 133,2 km       | powyżej Świdwina                | dobry          | bardzo dobry |
| 123,7 km       | poniżej Świdwina                | zadowalający   | dobry        |
| 85,0 km        | Resko                           | bardzo dobry   | dobry        |
| 60,8 km        | Lisowo                          | bardzo dobry   | zadowalający |
| 41,2 km        | powyżej Gryfic                  | bardzo dobry   | zadowalający |
| 36,9 km        | poniżej Gryfic                  | dobry          | dobry        |
| 12,9 km        | Trzebiatów                      | bardzo dobry   | dobry        |
| 11,0 km        | Nowielice (poniżej Trzebiatowa) | bardzo dobry   | bardzo dobry |

W 2002 przeprowadzono ocenę jakości biologicznej wód Regi w ośmiu punktach pomiarowo-kontrolnych, zgodnie z zaleceniami ramowej dyrektywy wodnej, na podstawie gradacji makrobezkręgowców bentosowych oraz ichtiofauny.
Analiza makrozoobentosu została wykonana na podstawie indeksów biotycznych (BMWP oraz indeks bioróżnorodności), które kwalifikowały wody rzeki do pięciu klas jakości (bardzo dobry, dobry, zadowalający, niezadowalający, zły). Ocena jakości wód Regi na podstawie makrozoobentosu wskazała bardzo dobrą jakość biologiczną w Resku, Lisowie, powyżej Gryfic, a także w Trzebiatowie i poniżej w Nowielicach. Ocenę dobrą otrzymały wody powyżej Świdwina i poniżej Gryfic. Najniższą oceną, czyli zadowalającą, dostały wody w punkcie poniżej Świdwina.
Badanie jakości wód na podstawie ichtiofauny (ryb) dokonano korzystając z indeksu saprobowości, który kwalifikował wody do pięciu klas jakości (od bardzo dobrej do złej). Analiza jakości wód rzeki na podstawie ichtiofauny wskazała bardzo dobrą jakość biologiczną w powyżej Świdwina, a także poniżej Trzebiatowa w Nowielicach. Ocenę dobrą otrzymały wody poniżej Świdwina, w Resku, poniżej Gryfic oraz w Trzebiatowie. Najsłabszą ocenę (zadowalającą) przyznano wodom w punktach w Lisowie i powyżej Gryfic.

## Przyroda
| Odcinek                                       | Długość  | Gatunki dominujące                                    | Pozostałe gatunki                                                                      |
| --------------------------------------------- | -------- | ----------------------------------------------------- | -------------------------------------------------------------------------------------- |
| Rega od źródeł do Jeziora Lisowskiego         | 119,3 km | pstrąg potokowy, kiełb krótkowąsy                     | miętus pospolity, szczupak pospolity, jaź, jelec, ciernik, okoń, lipień                |
| Jezioro Lisowskie                             | –        | płoć, okoń, szczupak                                  | jaź, leszcz, karaś złocisty, ukleja, węgorz, amur biały, karp, lin, krąp, sum          |
| Rega od Jez. Lisowskiego do Jez. Rejowickiego | 7,3 km   | pstrąg potokowy, kleń, jaź, płoć, szczupak            | kiełb krótkowąsy, krąp, ukleja, miętus pospolity, jelec, jaź                           |
| Jezioro Rejowickie                            | –        | płoć, okoń, szczupak                                  | jaź, leszcz, karaś złocisty, ukleja, węgorz, amur biały, karp, lin, krąp, sum, sandacz |
| Rega od Jeziora Rejowickiego do ujścia        | 49,4 km  | kleń, płoć, szczupak, troć wędrowna, łosoś szlachetny | jelec, kiełb krótkowąsy, krąp, miętus pospolity, ukleja, lin, jaź, certa, lipień       |

Dolina Regi jest w większości przeplatana terenami leśnymi i rolniczymi, które przerywa kilka zespołów zwartej zabudowy miejskiej – Świdwina, Łobza, Reska, Gryfic. Działania melioracyjne silnie zmieniły dolny bieg rzeki. Rega została przegrodzona w kilku miejscach budowlami hydrotechnicznymi, co skutkuje tym, że ponad 2/3 jej długości jest niedostępne dla ryb wędrownych. Z tego powodu duże znaczenie mają dopływy rzeki, które nie zostały regulowane, a ich przebieg pozostał naturalny, co pozwala tam bytować populacjom ryb.

### Typologia abiotyczna
Zgodnie z typologią abiotyczną stosowaną w monitoringu jakości ekologicznej większość odcinków rzeki zaklasyfikowano jako typ 19 (rzeka nizinna piaszczysto-gliniasta). Początkowy odcinek to typ 23 (potok lub strumień na obszarze będącym pod wpływem procesów torfotwórczych), a końcowy to typ 22 (rzeka przyujściowa pod wpływem wód słonych). Niektóre środkowe fragmenty zaklasyfikowano jako typ 20 (rzeka nizinna żwirowa). Ponadto zbiorniki zaporowe (Lisowski i Rejowice) wydzielono jako typ 0.

### Fauna

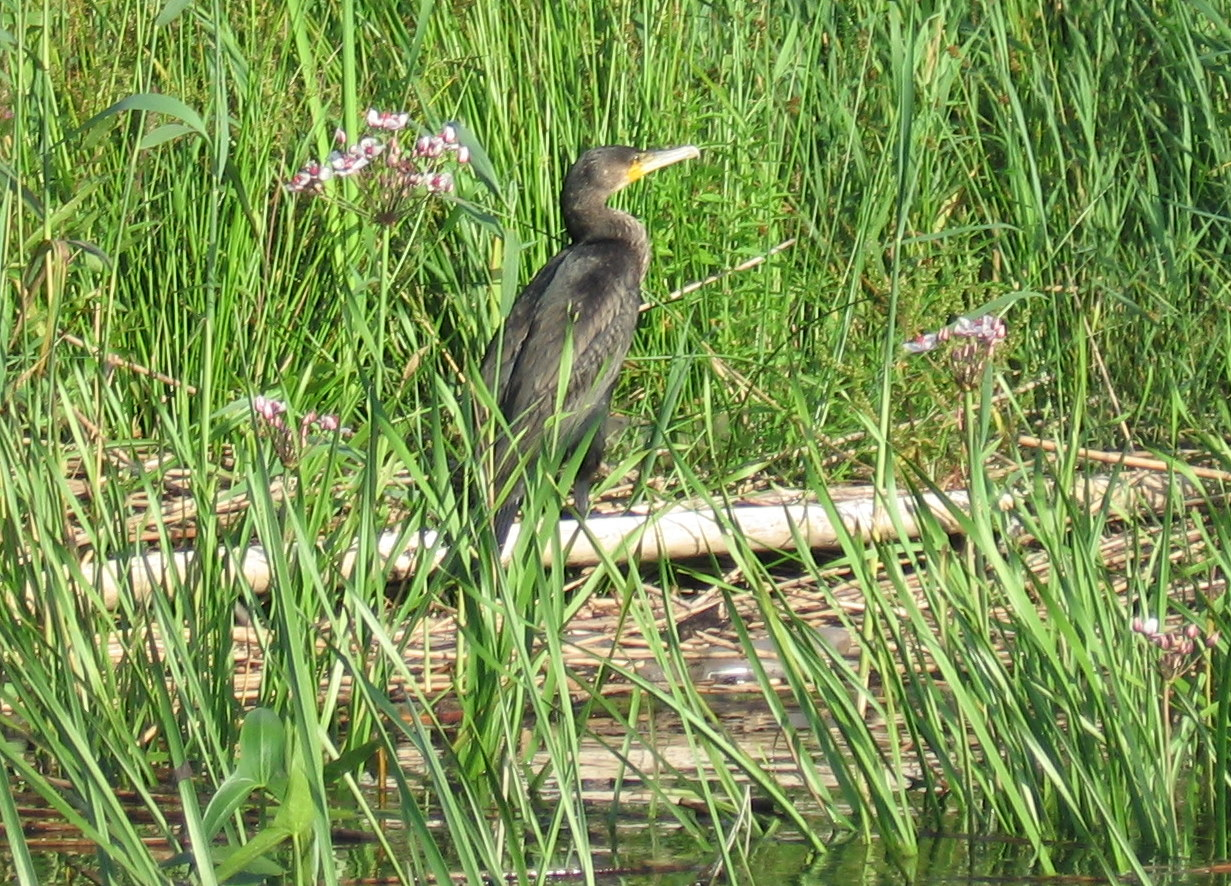
Młody kormoran zwyczajny nad dolną Regą

Regą odbywa się wędrówka troci wędrownej na tarło i dlatego odgrywa ona rolę ważnego korytarza ekologicznego. Rega jest jedną z nielicznych polskich rzek, do których wpływają łososie na tarło. Jednak dopływają one do okolic Jeziora Rejowickiego oraz Rzesznikowa na rzece Mołstowej, co jest spowodowane zabudową hydrotechniczną głównego koryta Regi oraz części jej dopływów. Natomiast w całości dostępna dla łososi pozostaje struga Lubieszowa, gdzie co roku odnotowywane są spore liczby gniazd tarłowych. Zaobserwowano także tarliska w Gryficach poniżej zapory elektrowni Rejowice, pod zaporą w Gryficach, w Trzebiatowie (między mostami i przy ujściu ramienia Młynówki), a także w okolicy ujścia strugi Brodziec.
Górny odcinek koryta i dopływy Regi mają typowo górski charakter, przez co dogodne warunki do bytowania i rozmnażania mają głowacz białopłetwy i minogi. Odcinki rzeki o twardym, piaskowym dnie oraz z dużo wolniejszym przepływem chętnie zajmują kozy i larwy minogów. Charakterystyka morfologiczna Regi wykazuje, że w rzece panują dogodne warunki dla bytownia ryb łososiowatych i karpiowatych reofilnych.
W wyniku badań z lat 70. stwierdzono, że smolty troci pojawiają się w dolnym biegu Regi (ujście rzeki) w okresie od 29 marca do 8 czerwca. Główny okres spływania ryb przypada na 2. i 3. dekadę kwietnia oraz na 1. i 2. dekadę maja, kiedy temperatura wody wynosi od 7 do 11 °C. Wędrówka rozrodcza certy rozpoczyna się wiosną, na krótko przed rozrodem. W stadzie tarłowym można spotkać głównie osobniki w wieku od 4 do 11 lat.
W 1994 roku przeprowadzono badania określające straty w liczebności ryb przepływających przez turbiny elektrowni wodnych na Redze. Na elektrowni wodnej w Płotach na dużej turbinie straty wynosiły 5,4–6,4%, a na małej turbinie 0%. Na elektrowni wodnej Rejowice na Jeziorze Rejowickim straty wynosiły 47,2–55,4%. W dolnym biegu rzeki straty ryb w Trzebiatowie wynosiły 48,6–56,8%. Straty rosły w miarę zwiększania różnicy poziomów (piętrzeń) wody, a także w miarę podwyższania obrotów turbiny. Wielkość strat wynikała również ze sposobu dostarczania wody do turbiny (rurociągi albo bezpośredni pobór wody).

### Szata roślinna

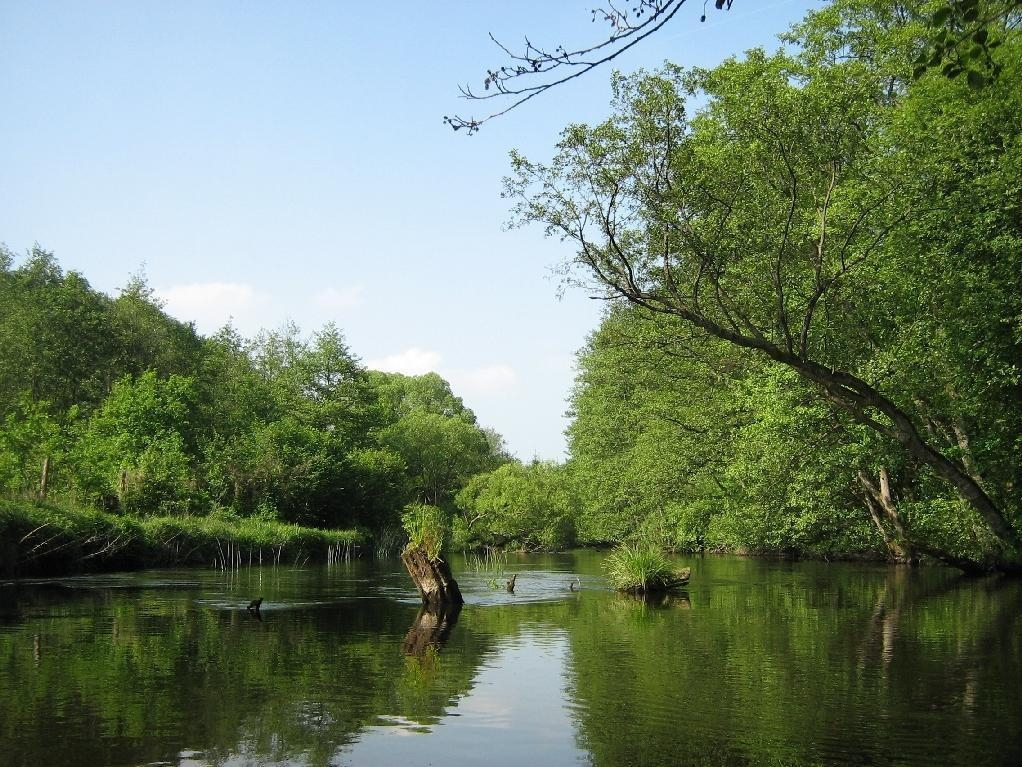
Łęg na brzegach Regi przed Gryficami

W klasyfikacji geobotanicznej Władysława Szafera i Kazimierza Zarzyckiego dolina Regi wchodzi głównie w skład krain: Pojezierze Pomorskie (Okręg Wałecko-Drawski) i Pobrzeże Bałtyckie. Granica przebiega w okolicach ujścia Uklei. Natomiast ujście Regi przecina krainę Brzeg Bałtyku.
Na zboczach doliny Regi występują siedliska subatlantyckich grądów bukowo-dębowo-grabowych w ubogiej postaci pomorskiej (Stellario-Carpinetum). Podobnie w wielu miejscach na zboczach doliny wykształca się buczyna kwaśna. Na dnie doliny rzeki występują miejscami rozległe lasy łęgowe i torfowiska. Na zboczach dolin znajdują się liczne kompleksy źródliskowe. W dolnym biegu Regi dolina przecina tereny głównie rolnicze obejmując duże powierzchnie łąk i zbiorowisk zaroślowych.
Nad rzeką stwierdzono występowanie rzadkich gatunków, jak skrzyp zimowy w dolinie Regi koło Lisowa, paprotnica krucha w starodrzewiu nad Regą na północ od Płotów.

### Ochrona przyrody

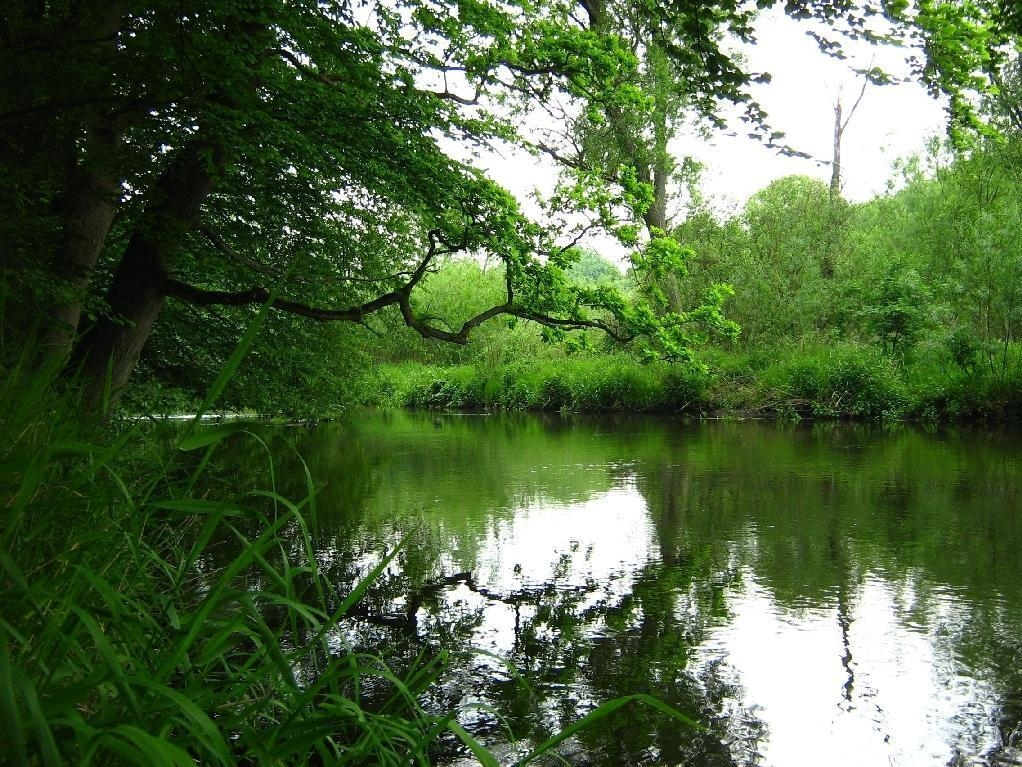
Rega w pobliżu wsi Godziszewo

Cała rzeka znajduje się w granicach kilku obszarów Natura 2000, przy czym ostoje ptasie obejmują górny i ujściowy jej odcinek, a ostoje siedliskowe niemal całą dolinę z wyjątkiem odcinka źródłowego. 
Odcinek Regi od źródeł do mostu drogi powiatowej Bierzwnica-Kluczkowo znajduje się w północnej części obszaru specjalnej ochrony ptaków "Ostoja Drawska". W obszarze specjalnej ochrony ptaków „Wybrzeże Trzebiatowskie” znajduje się odcinek rzeki od Nowielic do ujścia Kanału Mrzeżyno III. 
Odcinek Regi od Białoboków (części Trzebiatowa) aż do ujścia do morza w Mrzeżynie znajduje się w obszarze mającym znaczenie dla Wspólnoty – Trzebiatowsko-Kołobrzeskim Pasem Nadmorskim, którego obręb pokrywa się częściowo z OSOP "Wybrzeże Trzebiatowskie".
Niemal cała dolina rzeki (na odcinku od Jeziora Klęckiego po Trzebiatów) znalazła się w specjalnym obszarze ochrony siedlisk "Dorzecze Regi" zgłoszonym do Komisji Europejskiej w październiku 2009. 
W 1991 roku powstał związek międzygminny Unia Miast i Gmin Dorzecza Regi, do której należy 7 gmin: gmina Brojce, gmina Karnice, gmina Łobez, gmina Płoty, gmina Resko, gmina Rewal, gmina wiejska Świdwin i gmina Trzebiatów. Związek podejmuje sobie za cel przywrócić Redze I klasę jakości wód oraz wykorzystać jej walory przyrodnicze do celów turystycznych i rekreacyjnych. Związek chce to osiągnąć poprzez budowę lub rozbudowę oczyszczalni ścieków, sieci kanalizacyjnych i wodociągowych, a także budowę bądź rozbudowę stacji wodociągowych.
Ujście rzeki w obszarze zakreślonym promieniem o długości 500 m w kierunku morza z głowicy wschodniego falochronu wejścia do portu Mrzeżyno zostało ustanowione stałym obwód ochronnym dla rybołówstwa morskiego. Zakaz nie dotyczy jednak połowów sportowo-rekreacyjnych wykonywanych z brzegu.
Zarząd województwa utworzył 3 obręby ochronne, gdzie zabrania się połowu oraz czynności szkodliwych dla ryb, a w szczególności naruszania urządzeń tarliskowych, dna zbiorników i roślinności wodnej, uprawiania sportów motorowodnych i urządzania kąpielisk. Pierwszy obręb obejmuje odcinek rzeki na długości 1,35 km od stacji pomp „Mrzeżyno III” do mostu drogowego w Mrzeżynie, który obowiązuje w okresie od 20 marca do 31 maja każdego roku. Drugi obręb ochronny znajduje się przy urządzeniach śluzy piętrzącej w Trzebiatowie, który obowiązuje od 1 maja do 30 lipca oraz od 1 września do 15 lutego. Trzeci obręb obejmuje rzekę w Gryficach od jazu stałego do mostu betonowego, gdzie obowiązuje całoroczny zakaz wędkowania.

## Zagospodarowanie

### Hydroenergetyka
| Elektrownia   | Moc       | Śr. produkcja roczna | Spad nominalny | Rok utworzenia | Przepławka dla ryb |
| ------------- | --------- | -------------------- | -------------- | -------------- | ------------------ |
| Prusinowo     | 85 kW     | 350 MWh              | 2,32 m         | 1900           | ?                  |
| Łobez         | 75 kW     | b.d.                 | b.d.           | b.d.           | ?                  |
| Resko         | 155 kW    | b.d.                 | b.d.           | b.d.           | ?                  |
| Żerzyno       | 90–120 kW | b.d.                 | b.d.           | b.d.           | ?                  |
| Likowo        | 210 kW    | 2970 MWh             | 5,22 m         | 1923           | nie                |
| Płoty         | 130 kW    | 800 MWh              | 2,10 m         | 1905           | nie                |
| Rejowice      | 1600 kW   | 5060 MWh             | 7,18 m         | 1925           | nie                |
| Trzebiatów II | 250 kW    | 1000 MWh             | 2,6 m          | 2002           | nie                |
| Trzebiatów I  | 155 kW    | 900 MWh              | 2,2 m          | 1927           | tak                |

Na Redze znajduje się osiem małych elektrowni wodnych – w Prusinowie, Łobzie, Resku, Żerzynie, Lisowie, Płotach, Smolęcinie, przed Trzebiatowem, a także jedna mała elektrownia na ramieniu bocznym Młynówce w Trzebiatowie o łącznej mocy ok. 2,6 MW. Już dawniej wykorzystywano energię spadku wody, budując nad Regą młyny wodne. Część z nich została zaadaptowana na małe elektrownie wodne (Resko, Łobez). W całej zlewni Regi działa osiemnaście małych elektrowni wodnych o łącznej mocy 3,5 MW. Największa z nich – MEW "Rejowice" o mocy 1,6 MW powstała już w 1925 roku i produkuje rocznie 5060 MWh energii elektrycznej.

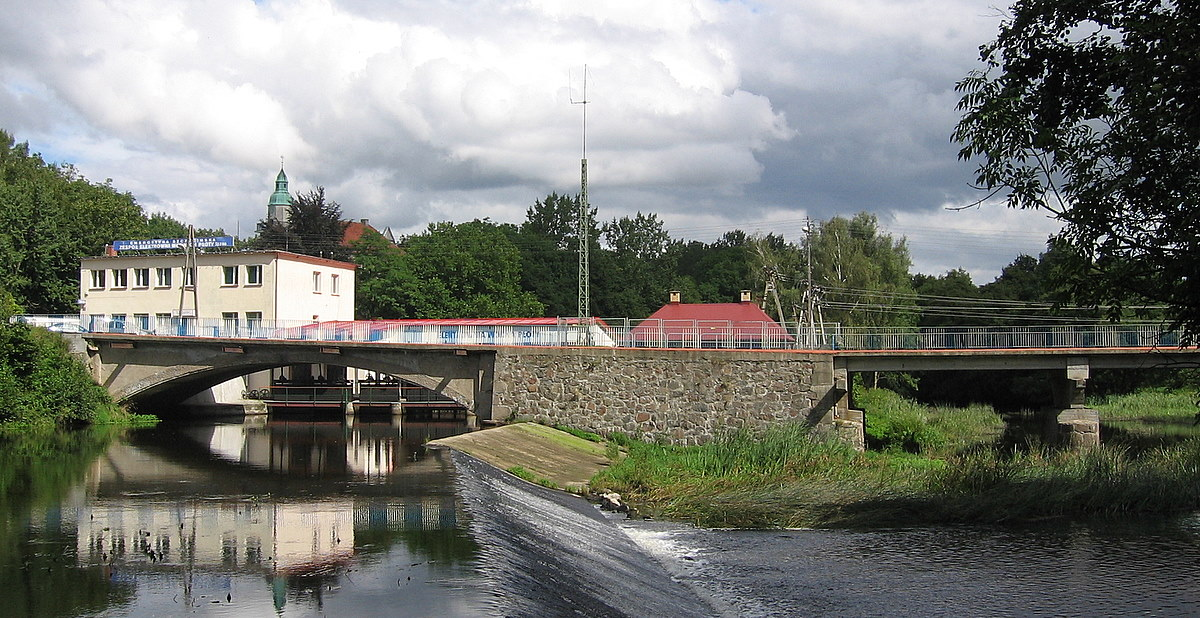
Most w Płotach przed małą elektrownią wodną

Powstanie dwóch elektrowni wiązało się z wybudowaniem dużych zapór wodnych, dzięki którym na Redze powstały dwa zbiorniki zaporowe: Jezioro Lisowskie i Jezioro Rejowickie.
Małe elektrownie wodne są uznawane za odnawialne źródła energii, które nie zanieczyszczają środowiska. Jednak w przypadku Regi podkreślany jest problem ginących na ich turbinach smoltów ryb w czasie wędrówki do morza, a także uniemożliwienie wpłynięcia ryb do środkowej i górnej Regi, powyżej zapory elektrowni "Rejowice" podczas wędrówki anadromicznej.

### Port

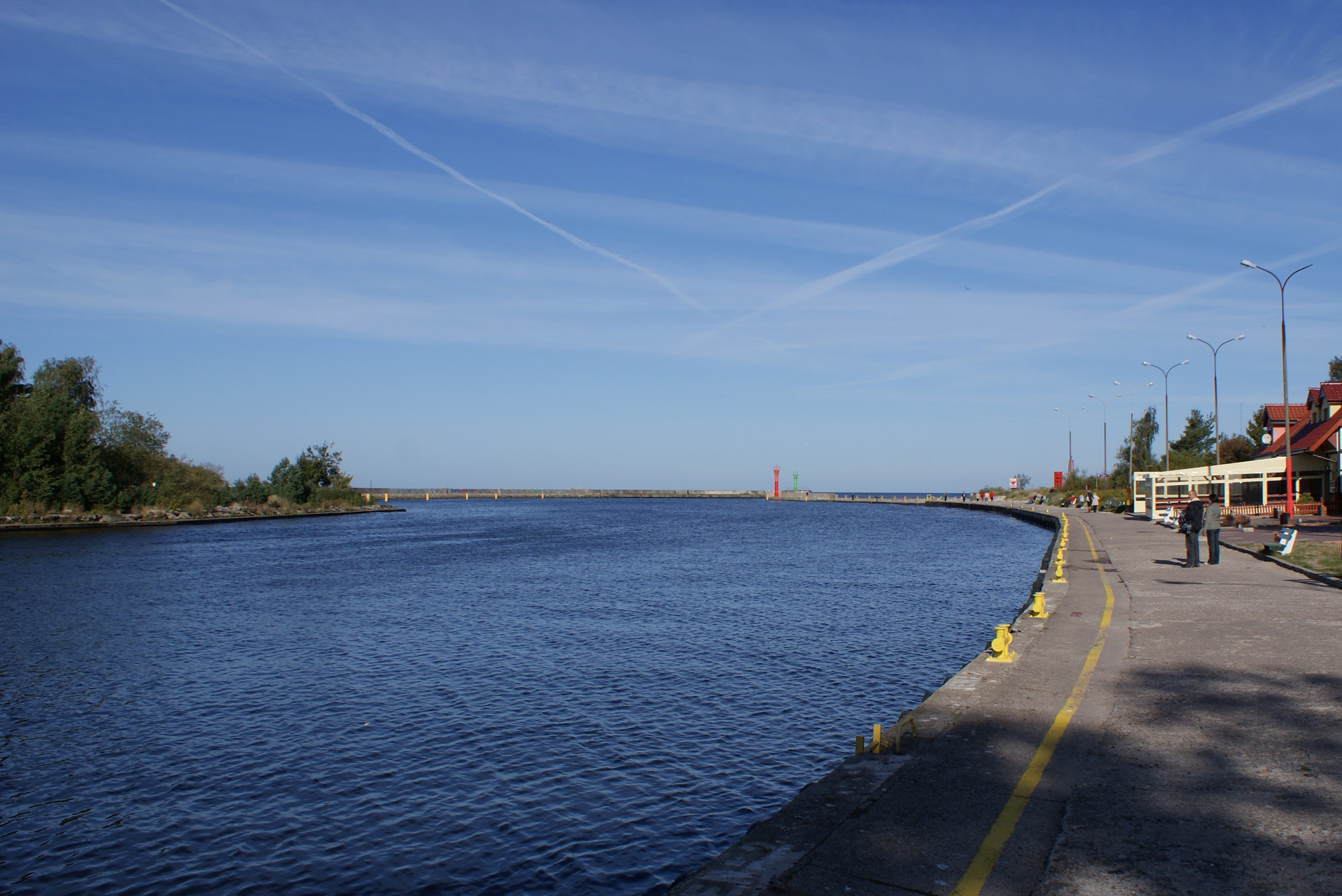
Kanał wejściowy portu Mrzeżyno

Od północnej krawędzi mostu drogowego w Mrzeżynie, ujściowy odcinek Regi został określony jako morskie wody wewnętrzne. Przy ujściu rzeki zbudowano port morski Mrzeżyno, gdzie Rega pełni funkcję akwatorium i kanału wejściowego do portu. Przy nabrzeżach Regi cumują kutry rybackie i małe jachty, a także łowią ryby wędkarze. Odcinek ten był pogłębiany przez zarządcę wód morskich – Urząd Morski w Szczecinie. Obecnie prac bagrowniczych nie wykonuje twierdząc, że za basen portowy odpowiada gminny Zarząd Portu Morskiego „Mrzeżyno”.

### Gospodarka rybacka
Administratorem wód Regi jest Regionalny Zarząd Gospodarki Wodnej w Szczecinie. Utworzył on dwa obwody rybackie, do których włączone są części niektórych dopływów. Obwód nr 1 obejmuje wody Regi od źródeł do osi jazu w Prusinowie. Obwód nr 2 obejmuje wody od osi jazu w Prusinowie, poprzez Jezioro Lisowskie i Jezioro Rejowickie, do granicy wód śródlądowych z morskimi wodami wewnętrznymi w Mrzeżynie. Gospodarzem wód Regi jest Polski Związek Wędkarski, przy czym obwodem nr 1 dysponuje i opiekuje się Okręg PZW w Koszalinie, a obwodem nr 2 Okręg PZW w Szczecinie. Okręgi PZW prowadzą gospodarkę rybacką na Redze i pobierają opłaty za połów ryb. Zarybianie prowadzi Okręg PZW w Szczecinie, który wykorzystuje narybek głównie z wylęgarni w Goleniowie. Rega jest zarybiana takimi gatunkami jak kleń, lipień, jaź, pstrąg potokowy, certa, smolt łososia, wylęg i tarlaki miętusa pospolitego, troć wędrowna i jej smolt.
Co roku w marcu odbywają się Ogólnopolskie Zawody Spiningowe o Puchar Burmistrza Trzebiatowa „Troć Regi”. W Łobzie w kwietniu odbywa się Memoriał im. Roberta Topoli pod nazwą „Pstrąg Regi”.
| Odległość od ujścia | Lokalizacja        | Światło budowli | Wysokość piętrzenia |
| ------------------- | ------------------ | --------------- | ------------------- |
| 112,000 km          | Prusinowo          | b.d.            | b.d.                |
| 102,800 km          | Łobez              | b.d.            | b.d.                |
| 75,850 km           | Resko              | 800 cm          | b.d.                |
| 69,150 km           | Żerzyno            | 130 cm          | b.d.                |
| 60,833 km           | Jezioro Lisowskie  | 2925 cm         | 650 cm              |
| 56,700 km           | Płoty              | 1200 cm         | 180 cm              |
| 49,340 km           | Jezioro Rejowickie | 1320 cm         | 750 cm              |
| 43,010 km           | Gryfice            | 6196 cm         | 220 cm              |
| 15,580 km           | Trzebiatów         | 809 cm          | 220 cm              |

Z inicjatywy grona wędkarzy powstało Towarzystwo Miłośników Rzeki Regi w Łobzie, które podjęło sobie za cel chronić dziewiczy charakter Regi, a szczególnie ochronę szlachetnych gatunków ryb bytujących w wodach Regi.
Działania w zakresie ochrony przyrody i przeciwko kłusownictwu podejmuje Państwowa Straż Rybacka, której najbliższy do dorzecza Regi posterunek znajduje się w Szczecinie. Działania te prócz Policji, Straży Granicznej i Służby Leśnej, wspomaga Społeczna Straż Rybacka ustanowiona w Gryficach i Łobzie.

### Turystyka wodna
W okresie letnim rzeka jest wykorzystywana do spływów kajakowych. Oficjalny przewodnik PTTK i PZKaj przedstawia, iż szlak Regi należy do ładniejszych szlaków kajakowych Polski i stanowi dużą wartość pod względem krajoznawczo-przyrodniczym. Pod względem krajobrazu nie ustępuje takim rzekom Pomorza jak Brda i Drawa. Rega rzadko przepływa przez większe kompleksy leśne, jednak jej brzegi są porośnięte na znacznej długości kępami krzewów i drzew. Dzięki temu w czasie spływów Regą można odnieść wrażenie ciągłego przebywania w lesie. Podkreślana jest nie tylko malowniczość rzeki, ale także zabytki architektury w miastach położonych nad Regą (Świdwin, Łobez, Resko, Płoty, Gryfice, Trzebiatów). Szlak Regi jest oceniany jako łatwy, jednakże miejscami dość uciążliwy w górnym i środkowym biegu. Średni spadek doliny rzecznej od Sławy do Morza Bałtyckiego wynosi 0,65‰. Dostęp do rzeki ułatwia wiele punktów dojazdowych, dzięki czemu spływy mogą być organizowane na różnej długości i na różnych odcinkach. Na szlaku Regi od Sławy do ujścia jest dziesięć nieuniknionych przenosek kajaków, które są spowodowane elektrowniami wodnymi bądź nisko zawieszonymi mostami.
Tradycyjnie w lipcu na rzece odbywał się Ogólnopolski Spływ Kajakowy PTTK „Regą do morza”. Do 2007 roku odbyło się czterdzieści takich spływów o dystansie 147 km. Latem 2008 roku na Redze odbył się także XXII Ogólnopolski Spływ Kajakowy Papierników 2008 zorganizowany przez Klub Turystów Wodnych „Celuloza”. Nad Regą działa Klub Kajakowy PTTK "Wicher” Gryfice.
W 2007 roku władze powiatu gryfickiego planowały wydać 6 mln złotych na budowę przystani kajakowych i basenów przy Redze, w Płotach, Gryficach, Trzebiatowie i Mrzeżynie, tworzących „Krainę Regi” – szlak kajakowy do morza. W sierpniu 2009 Starosta Gryficki potwierdził uzyskanie dofinansowania w kwocie niecałych 4 mln zł z Europejskiego Funduszu Rozwoju Regionalnego na inwestycję o wartości 8 mln zł „Kajakiem do morza” tj. stworzenie sieci przystani kajakowych wraz z infrastrukturą towarzyszącą na Redze, 
w 4 miejscowościach powiatu gryfickiego: Płotach, Gryficach, Trzebiatowie i Mrzeżynie.

### Gospodarka wodna
Na potrzeby zarządzania Regę podzielono na następujące jednolite części wód: Rega do dopływu spod Bystrzyny (PLRW600023421369), Rega od dopływu spod Bystrzyny do Starej Regi (PLRW6000194219), Rega od Starej Regi do zbiornika Likowo (PLRW6000204259), Rega – zbiornik Likowo (PLRW600004271), Rega od zbiornika Likowo do zbiornika Rejowice (PLRW60002042739), Rega – zbiornik Rejowice (PLRW6000042759), Rega od zbiornika Rejowice do Mołstowej (PLRW60001942799), Rega od Mołstowej do Zgniłej Regi (PLRW60001942993), Rega od Zgniłej Regi do ujścia (PLRW60002242999).

## Regulacja rzeki i powodzie

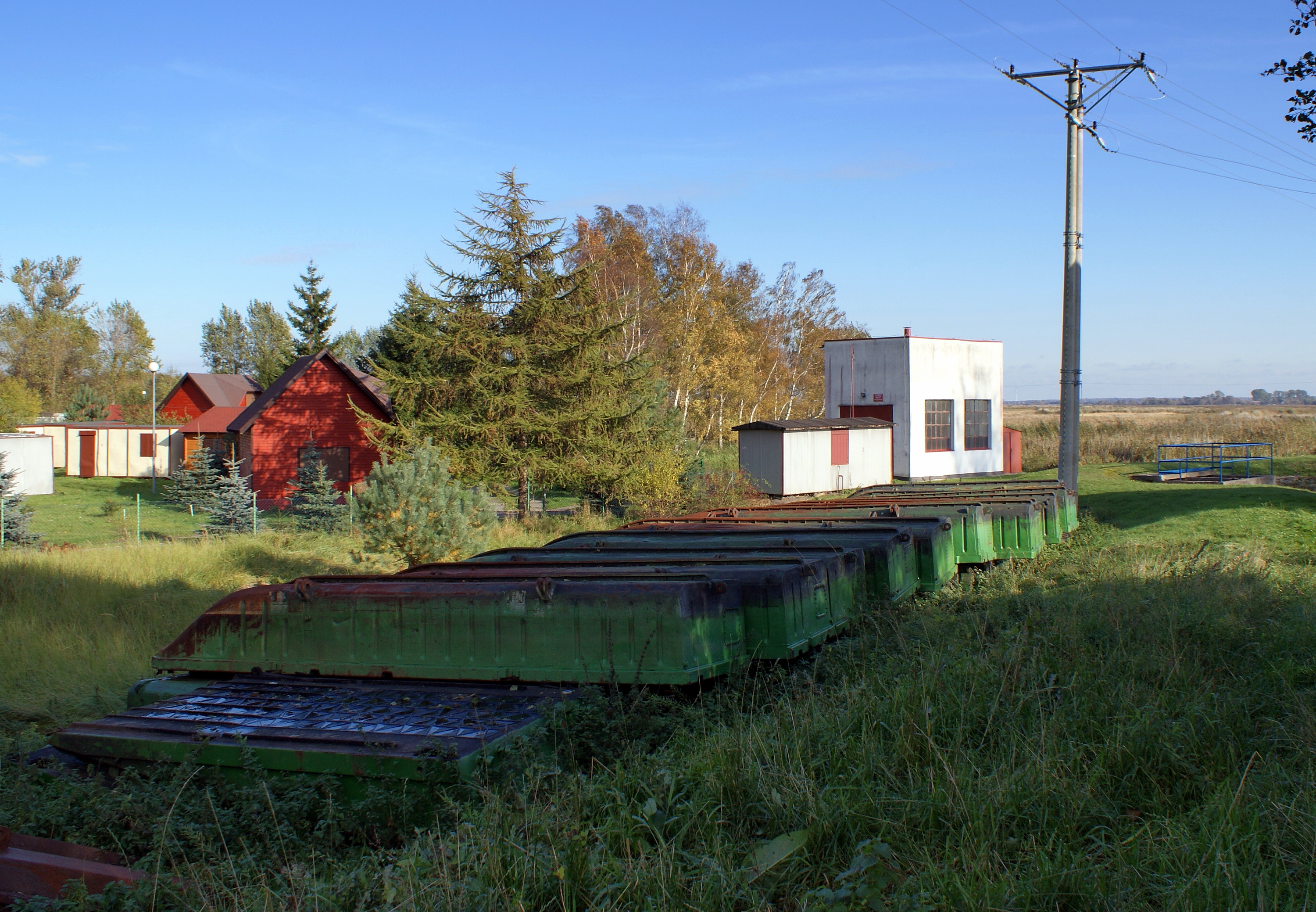
Baza Przeciwpowodziowa Województwa Zachodniopomorskiego w Mrzeżynie

Obszarem najbardziej zagrożonym powodziami w zlewni Regi jest jej ujściowy odcinek. Z tego powodu głównie tam zlokalizowane są obiekty związane z ochroną powodziową: łącznie 44,79 km wałów, 6 polderów, 9 stacji pomp, 1 magazyn powodziowy i 1 baza powodziowa w Mrzeżynie. Zagrożenie powodziowe obejmuje szczególnie takie miasta jak Trzebiatów i Gryfice.
W ujściowym odcinku przy wschodnim brzegu na zachód od Zgniłej Regi znajduje się polder Mrzeżyno I, a jego wody uchodzą w pobliżu ujścia dawnego koryta Starej Regi. Przy zachodnim brzegu, na południowy zachód od Mrzeżyna znajduje się polder Mrzeżyno III, z którego wody ściąga Kanał Mrzeżyno III poprzez stację pomp „Mrzeżyno III”. Kilka kilometrów na południe przy zachodnim brzegu znajduje się duży polder Mrzeżyno II sięgający zarastającego jeziora Konarzewo. Wody polderu zbiera w większości Kanał Mrzeżyno II, przy którego ujściu do Regi znajduje się stacja pomp. Obszary na południe przyległe do polderu, obejmuje zlewnia strugi Starej Regi, przy której ujściu znajduje się stacja pomp „Włodarka”.

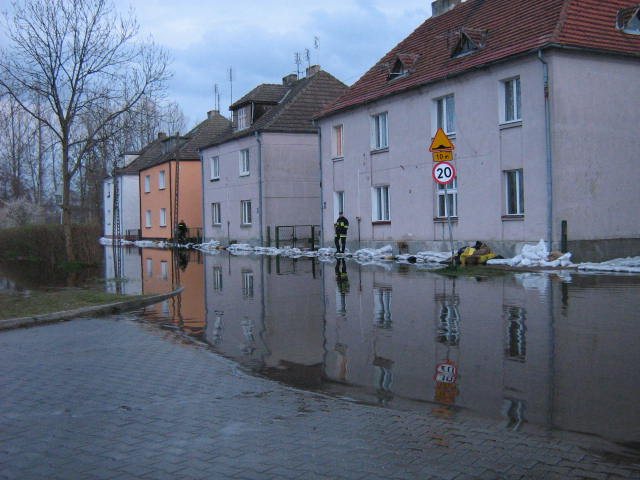
Podtopienia w Trzebiatowie (kwiecień 2008)

Powyżej zwartej zabudowy Trzebiatowa znajduje się dwuwęzłowy stopień wodny z jazem rozdzielczym dla potrzeb produkcji energii elektrycznej. Jaz ma zadanie stałego piętrzenia wody w rzece i kierowanie jej w części lub w całości do kanału energetycznego (Młynówki), a także bezpieczne przeprowadzenie na dolne stanowisko rzeki Regi wód powodziowych oraz nadmiaru wód bieżącego przepływu ponad wydatek kanału energetycznego.
Na Redze znajdują się 2 jeziora zaporowe, tj. Jezioro Rejowickie i Jezioro Lisowskie, przy końcach których są małe elektrownie wodne i jazy piętrzące wodę. W zbiornikach utrzymuje się stały wysoki stan wody w celu zwiększenia wydajności pracy turbin prądotwórczych. W przypadku wzmożonych opadów zbiorniki można wykorzystywać w celach przeciwpowodziowych poprzez wcześniejsze obniżenie poziomu wody.
Podczas powodzi w kwietniu 2008 roku Rega w Trzebiatowie przekroczyła poziom 4 metrów. Od 8 do 14 kwietnia w punkcie kontrolnym w Trzebiatowie przepływ wody podniósł się z 38,1 do 91,1 m³/s. Licząc przepływy z 9–20 kwietnia 2008, całkowita objętość fali powodziowej, jaka przeszła przez miasto wynosiła 27,56 mln m³.
Obliczono, że dla ujścia Regi przepływ minimalnej ilości wody, niezbędnej do utrzymania życia biologicznego (przepływ nienaruszalny) wynosi 6,33 m³/s, a stan na wodowskazie 100 cm.
| Odl. od ujścia | Wodowskaz         | Przepływ SSQ – średnia roczna woda | Przepływ SWQ – średnia wysoka woda | Poziom SWW – średnia wysoka woda | Przepływ WWQ – największa wysoka woda | Poziom WWW – największa wysoka woda | Przepływ NNQ – najniższa niska woda | Poziom NNW – najniższa niska woda |
| -------------- | ----------------- | ---------------------------------- | ---------------------------------- | -------------------------------- | ------------------------------------- | ----------------------------------- | ----------------------------------- | --------------------------------- |
| 127,3 km       | "Golniewo Dolne"  | 2,08 m³/s                          | b.d.                               | b.d.                             | 11,7 m³/s                             | 449 cm                              | 0,49 m³/s                           | 316 cm                            |
| 106,9 km       | "Łobez"           | 4,69 m³/s                          | b.d.                               | b.d.                             | 20,8 m³/s                             | 240 cm                              | 1,24 m³/s                           | 45 cm                             |
| 74,5 km        | "Resko"           | 9,05 m³/s                          | b.d.                               | b.d.                             | 32,5 m³/s                             | 442 cm                              | 3,25 m³/s                           | 260 cm                            |
| 13,0 km        | "Trzebiatów"      | 20,6 m³/s                          | b.d.                               | b.d.                             | 79,6 m³/s                             | 452 cm                              | 6,33 m³/s                           | 102 cm                            |
| 0,5 km         | "Mrzeżyno" (1997) | 21,80 m³/s                         | 50,80 m³/s                         | 280 cm                           | b.d.                                  | b.d.                                | 8,29 m³/s                           | 134 cm                            |

## Historia

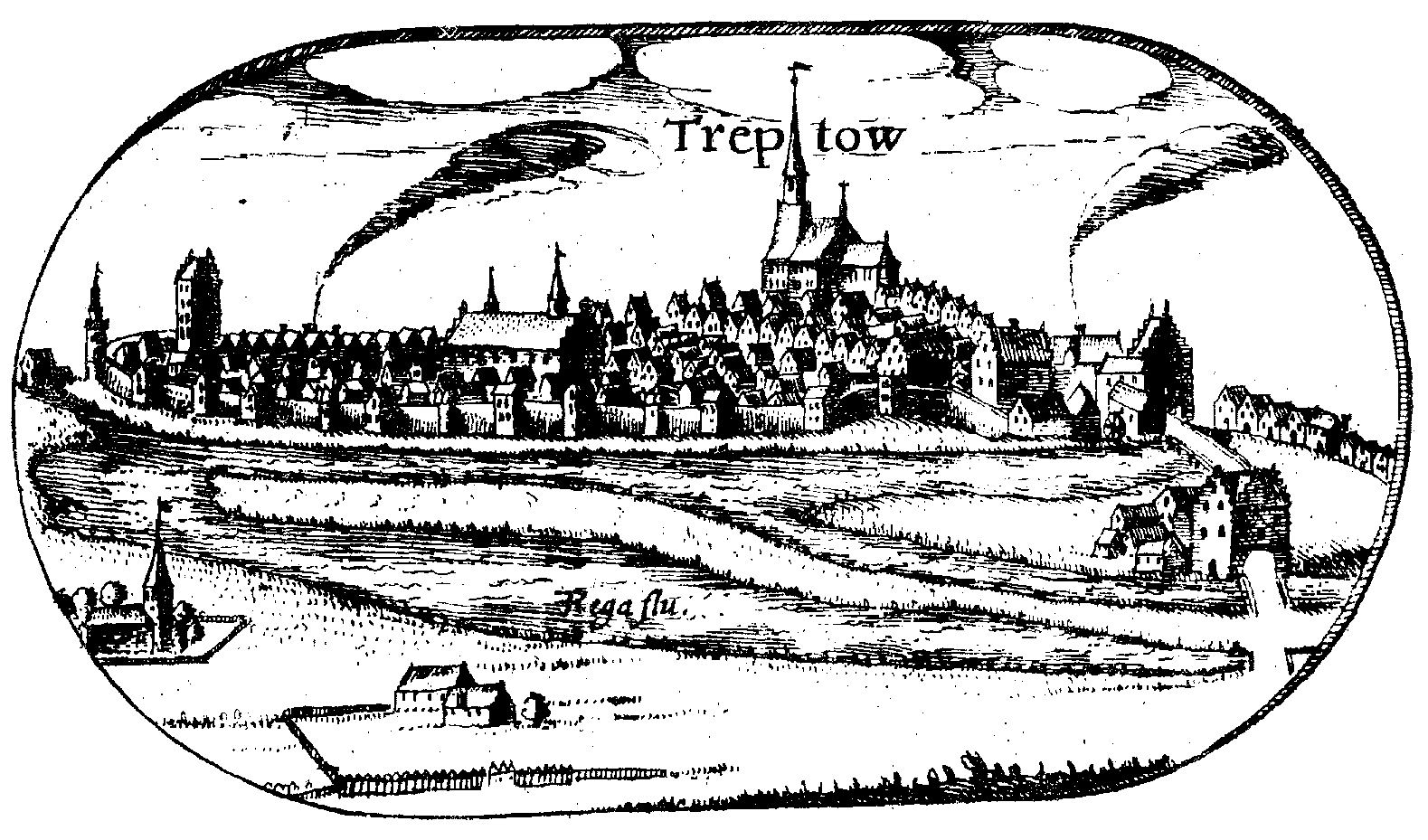
Rega w Trzebiatowie według Johanna Wolfarta na Wielkiej Mapie Księstwa Pomorskiego (1618)

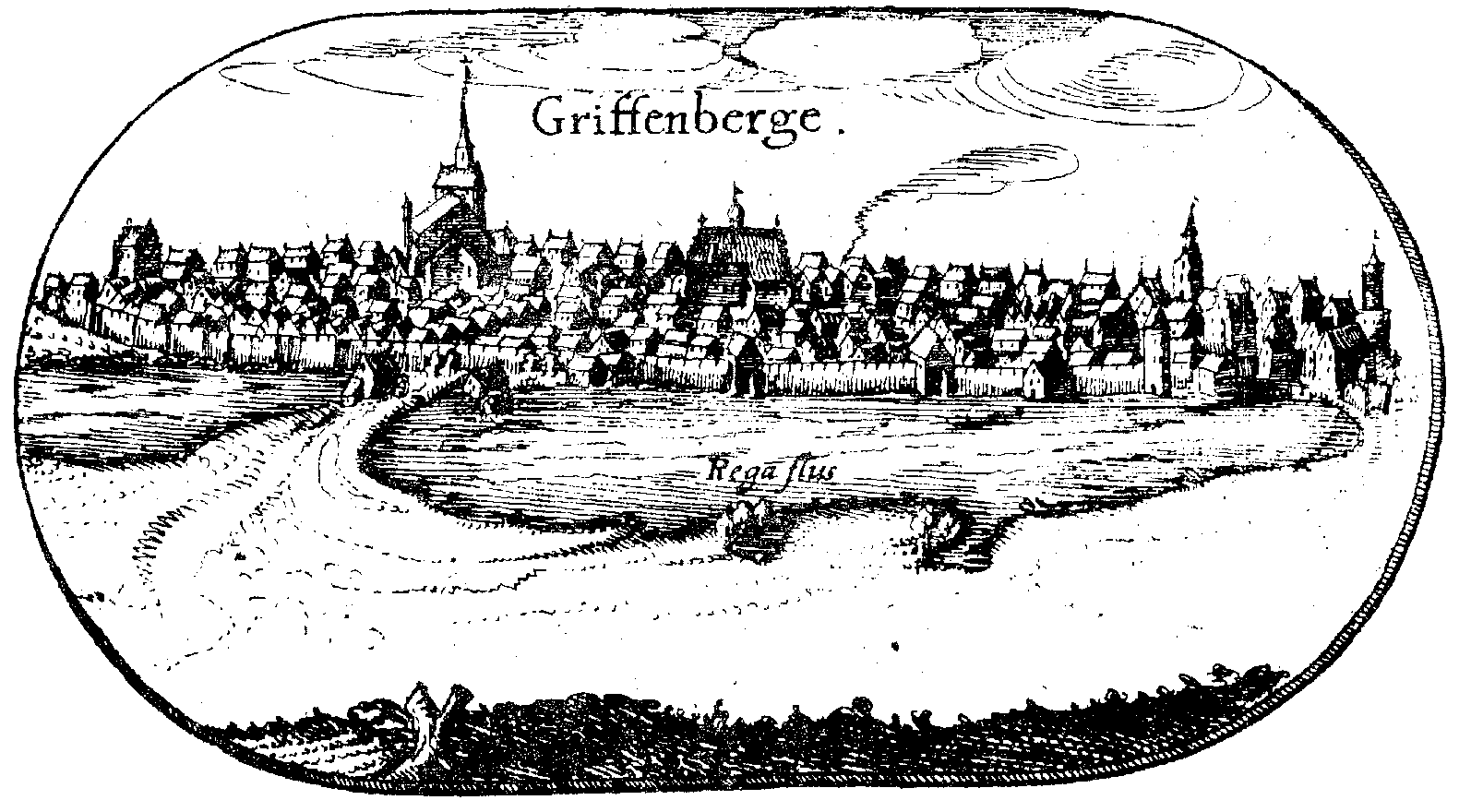
Rega w Gryficach według Johanna Wolfarta na Wielkiej Mapie Księstwa Pomorskiego (1618)

W 1180 roku książę dymiński Kazimierz I nadał klasztorowi w Lund posiadłości nad rzeką Regą (łac. iuxta Regam fluvium sitas...). Dokument z XII wieku pochodzi odpisu szesnastowiecznego. Zawiera 10 nazw miejscowych położonych nad tą rzeką. Jest to pierwsza znana źródłowa wzmianka o rzece w zapisie łacińskim.
Dzięki przywilejom uzyskanym przy nadaniach w 1262 roku praw miejskich Gryficom, rybacy mogli swobodnie prowadzić połowy, natomiast kupcy handel rzeczny. Dostęp do morza powodował rozwój miasta i kontakty z miejscowościami nadmorskimi. Trzebiatów taki przywilej otrzymał w 1287 roku. Rozwój handlu obu miast na szerszą skalę rozpoczął się po ich przystąpieniu do związku hanzeatyckiego w XIV wieku. Kupcy organizowali skup szeregu produktów, m.in. zbóż, wosku, skór, smoły, konopi, mięsa i miodu. Towary eksportowano do wielu miast nadmorskich, m.in. Lubeki.
W dokumencie wydanym 4 sierpnia 1306 roku książę Bogusław IV przyznał klasztorowi norbertanów w Białobokach oraz mieszkańcom klasztornego Regoujścia wolność celną podczas żeglugi na Redze oraz w obrębie mili od brzegu na obszarze morza.
W 1317 roku norbertanie z klasztoru białobockiego spowodowali długoletni zatarg z Gryficami o swobodny spław Regą. Opat klasztoru nakazał zagrodzić rzekę tamą i likwidację jazów rybnych przy jej ujściu. Zmieniony nurt Regi i powbijane pale uniemożliwiły żeglugę na rzece. Rybakom zarekwirowano ponadto sieci i sprzęt pomocniczy. Zostali oni zmuszeni do uiszczania myta w postaci części swego połowu. Utrudnienia te spotkały się z oporem gryficzan. Do papieża Jana XXII skierowano skargę, na mocy której rozpoczęto proces w Szczecinie (1326–1328). Gryfice proces wygrały, a norbertanom nakazano usunięcie urządzeń blokujących żeglugę na rzece i zapłacenie odszkodowania w wysokości 1500 grzywien srebra.

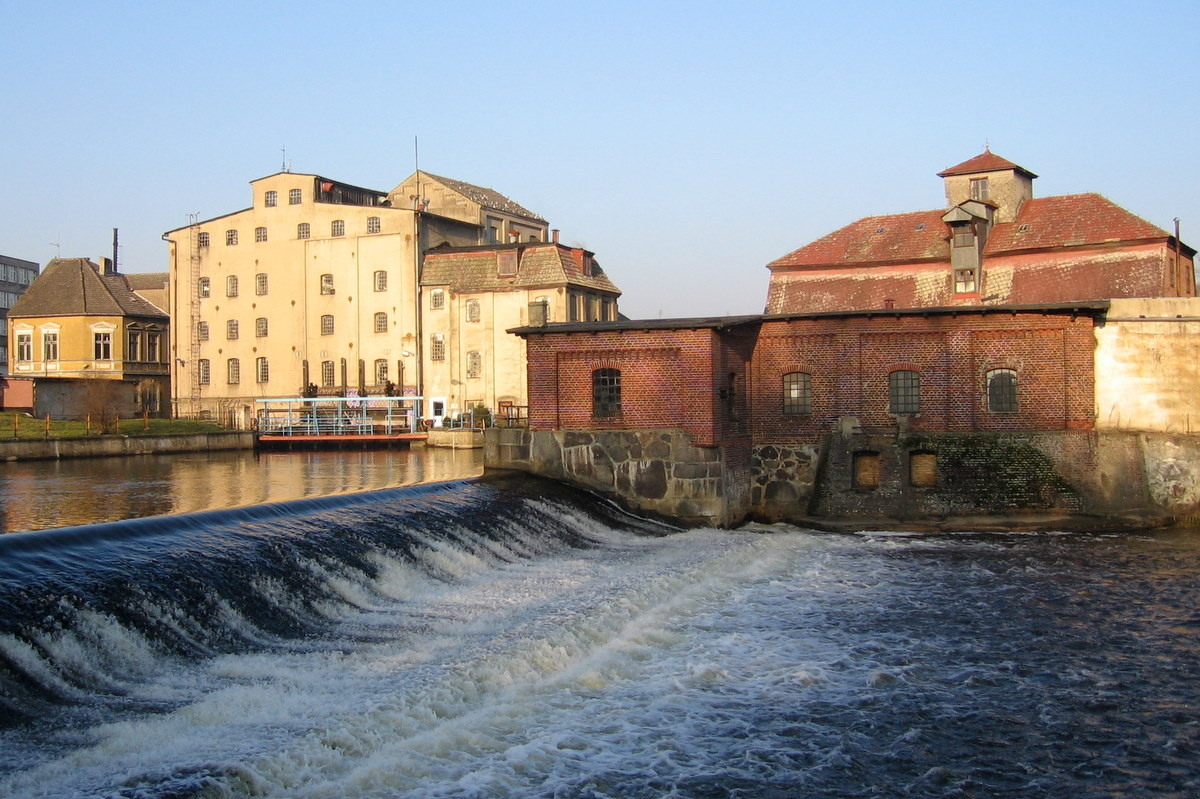
Zabudowa młyna w Gryficach

W XV wieku kilkakrotnie dochodziło do sporów z położonym na północ od Gryfic Trzebiatowem, który próbował pobierać opłaty celne od statków gryfickich przemierzających Regę. W 1449 roku pod pretekstem zakłócania pracy młynów Trzebiatów próbował zablokować rzekę dla wszystkich statków płynących z południa, co doprowadziło do eskalacji konfliktu. W dno rzeki powbijano pale i obsypano wał ziemny, który zwężał jej nurt na znacznym odcinku.
W 1457 roku trzebiatowianie przy współpracy klasztoru w Białobokach przekopali nowe, skrócone koryto rzeki Regi (z pominięciem jeziora Resko Przymorskie) w okolicy współczesnego Mrzeżyna i założyli tam nowy port. W kolejnych latach ponownie dochodziło do zatargów pomiędzy miastami. Sytuację wyjaśnił Bogusław X Wielki, który w pierwszych latach swego panowania zakończył czterdziestoletni okres walk dwóch miast nad dolną Regą (1488).
W latach 1538 i 1554 doszło do ponownych zatargów Gryfic z Trzebiatowem. Zostały one spowodowane niedostarczaniem przez gryficzan podwód do renowacji falochronów oraz budowy statków, które były zbyt wielkie w porównaniu do przepustowości śluz. Konflikt zakończył się w 1589 roku. W 1686 roku doszło już do ostatniego sporu gryficzan z Trzebiatowem. Zatarg tym razem tyczył spławu drewna rzeką Regą. Sprawę załatwiono polubownie.
W 1680 roku elektor pruski Fryderyk Wilhelm przedstawił pomysł rozbudowy sieci śródlądowych dróg wodnych z ówczesnej Nowej Marchii do portów morskich Pomorza, w tym połączenia rzeki Regi i Drawy. Jednak po przeprowadzeniu badań terenowych, przedstawiciele stanów pomorskich, landrat biskupstwa kamieńskiego Heinrich von Kameke i kołobrzeski rajca Paull Ernst Fuchß, stwierdzili, że nie ma możliwości technicznych wykonania projektu. Ustalenia te miał skontrolować radca i naczelny dyrektor budowy statków Raule. Przedstawiony plan zakładał także połączenie ujściowego odcinka Regi z rzeką Parsętą i portem w Kołobrzegu. Jedną z głównych przyczyn zaproponowanej przez elektora budowy tej sieci była chęć ominięcia szczecińskiego portu (należącego wówczas do Szwecji) i uniknięcia płacenia w tamtym porcie cła.
W okresie I wojny światowej do regulacji dolnego biegu rzeki wykorzystano 300 jeńców rosyjsko-polskich z obozu w Szczecinie.
W latach 1922–1924 trwała budowa małej elektrowni wodnej „Likowo”, w czasie której w Lisowie wybudowano w poprzek biegu Regi, betonowy jaz i zaporę ziemną o szerokości 4 m na koronie, a 20 m przy podstawie. Wskutek tego na rzece powstał zbiornik zaporowy – Jezioro Lisowskie o objętości wody 1,5 mln m³ i pojemności użytkowej 0,3 mln m³. W 1925 roku na Redze pod Smolęcinem uruchomiono drugą małą elektrownię wodną „Rejowice”, przed którą powstał dużo większy zbiornik – Jezioro Rejowickie o całkowitej objętości wody 4,6 mln m³ i pojemności użytkowej 1,2 mln m³.

## Hydronimia
Nazwa rzeki pojawia się w Pommersches Urkundenbuch w poszczególnych latach: 1170 – iuxta Regam fluvium,
1208 – villas non procul a Rega,
1227 – et Regam fluvios,
1240 – fluvium et Regam maiorem. Pisownia nazwy rzeki istotnie się nie zmienia i przez cały XIII wiek kilkanaście razy występuje nazwa Rega, a także w 1287 – Et ipsa Regha ... portum et Regham.
W XIV wieku także stale Rega oraz kilka razy Regha i raz Recham (1308), a użycie w 1321 – flumen dictum Reghe świadczy o niemieckim osłabieniu wygłosowego -a na -e.
Językoznawca Mikołaj Rudnicki nie ustalił jednoznacznie pochodzenia nazwy rzeki, przedstawił jednak kilka hipotez wskazujących na jej lechicką genezę. Wskazał wyprowadzenie pierwiastka *reg- z uprzedniego *rag- i *rog, a także łączył powstanie nazwy rzeki ze znaczeniem odnogi rzecznej oraz odgięciem. Przyjął, że nazwa powstała w jej dolnym biegu, gdzie dotyczyła pierwotnie ówczesnej Starej Regi, która biegła do jeziora Resko Przymorskie, podobnie jak odnoga Odry – Regalica do jeziora Dąbie. Dalsze wywody Rudnickiego mają związek właśnie razem z nazwą Regala (pom. *Regalica). Rudnicki przedstawił ewentualność wywodzenia nazwy Rega z tematu *rъg-, ponieważ Rega można by było wywieść z uprzedniego *Rъga jak Łeba od Lъba. Zaznaczył jednak, że etymologia pierwiastka *reg- nie jest na tyle zbadana by być pewnym pochodzenia nazwy.
Nazwa jest także analizowana pod kątem przynależności do staroeurpejskiej warstwy nazewniczej. Powszechnie zalicza się ją do hydronimów przedsłowiańskich. Zdaniem Ewy Rzetelskiej-Feleszko, językoznawczyni zajmującej się tematyką toponimii Pomorza Zachodniego, prawdopodobnie nazwa rzeki miała wcześniejszą nazwę Raga, która z czasem przekształciła się w dzisiejszą Rega (zmiana *ra w *re). Zmiana ta jest powszechna na Pomorzu i znana również z innych nazw, np. Rada-Reda, Rakowo-Rekowo, Radosław-Redosław. Raga jest w tym ujęciu nazwą pochodzenia indoeuropejskiego, gdzie jego rdzeń *arg, oznacza kolor biały. Tenże zmienił się na formę pomorskiej nazwy *Rag (przesunięcie litery r). Nazwa jej mogła odnosić się do nazwy rzeki o przejrzystym, jasnym dnie, której wody przy świetle dziennym wydawały biały kolor. Stwierdzono, że nazwa nie posiada motywacji rodzimej ani charakteru kentumowego.
W 1948 roku przy zmianach wszystkich nazw rzek na Pomorzu Zachodnim, władze polskie pozostawiły nazwę Rega.
W latach powojennych nazwę Rega przyjął klub piłkarski TKS "Rega" Trzebiatów.
Do 2008 roku istniała lokalna Telewizja Rega nadająca swój program w Łobzie i Świdwinie.
Od 2004 roku odbywa się konkurs "Gryficka Rega", który stanowi wyróżnienie dla osób i instytucji z powiatu gryfickiego.